# Traiano
Cesare Nerva Traiano Augusto Germanico, nato Marco Ulpio Traiano e meglio conosciuto semplicemente come Traiano (in latino Caesar Nerva Traianus Augustus Germanicus; nelle epigrafi, il suo nome completo alla morte: imperator • caesar • divi • nervae • filivs • marcvs • vlpivs • nerva • traianvs • optimvs • avgvstvs • fortissimvs • princeps • germanicvs • dacicvs • parthicvs; Italica, 18 settembre 53 – Selinunte in Cilicia, 8 agosto 117), è stato un imperatore romano, regnante dal 98 al 117. Sotto di lui l'impero romano raggiunse la sua massima espansione territoriale.
Traiano nacque nella città di Italica, colonia di italici nella provincia dell'Hispania Baetica (attuale Andalusia, Spagna). La gens Ulpia di cui faceva parte proveniva dall'Umbria, in particolare da Todi. Suo padre omonimo, anche nato nella città di Italica in Hispania, era senatore, e quindi Traiano apparteneva ad una famiglia senatoria. Valente militare e popolare comandante, venne adottato da Nerva nel 97, succedendogli due anni dopo.
Esaltato già dai contemporanei e ricordato dagli storici antichi come Optimus princeps ovvero miglior imperatore, da molti storici moderni e contemporanei è considerato, in virtù del suo operato e delle sue grandi capacità come generale, amministratore e politico, come uno degli statisti più completi e parsimoniosi della storia, e uno dei migliori imperatori romani.
Egli era divenuto un importante generale durante il regno dell'imperatore Domiziano, i cui ultimi anni furono segnati da continue persecuzioni ed esecuzioni di senatori romani. Nel settembre del 96, dopo l'assassinio di Domiziano, un vecchio senatore senza figli, Nerva, salì al trono, ma si dimostrò subito impopolare con l'esercito. Dopo un anno breve e tumultuoso al potere, l'opposizione della guardia pretoriana ne aveva ormai indebolito il potere, tanto da costringerlo a difendere il suo ruolo di princeps adottando il più popolare tra i generali del momento, Traiano, e nominandolo suo erede e successore. Nerva morì poco dopo, alla fine di gennaio del 98, lasciando a Traiano l'impero, senza tumulti e opposizioni. Per la prima volta un provinciale diventava imperatore romano.

## Descrizione
Sotto Traiano l'Impero romano raggiunse la sua massima estensione territoriale (5 milioni di chilometri quadrati), grazie alle conquiste di Armenia, Assiria e Mesopotamia, ma anche dei territori della Dacia e del regno di Nabatea (Arabia Petrea). La conquista della Dacia (l'attuale Romania) portò notevoli ricchezze all'Impero, in quanto ricca di giacimenti di metalli preziosi come oro e argento. La conquista dei territori dei Parti rimase invece incompleta e fragile a causa di una nuova rivolta in Giudea. Egli lasciò alla sua morte una situazione fiorente dell'economia globale, in particolare della parte orientale dell'Impero romano.

L'impero al tempo di Traiano

Parallelamente alle conquiste territoriali Traiano condusse un vasto programma di edilizia pubblica che rimodellò la città di Roma, lasciando numerosi monumenti a sua testimonianza, come le grandi terme a lui dedicate, un'ampia area che includeva sia un immenso foro e ampi mercati, sui quali ancora oggi svetta una Colonna di pietra che rappresenta le sue imprese belliche in Dacia. Fu inoltre impegnato in una politica di misure sociali di portata senza precedenti (institutio Alimentaria). Rafforzò quindi il ruolo dell'Italia nell'Impero e continuò l'opera di romanizzazione delle province.
Alla sua morte Traiano venne deificato dal Senato e le sue ceneri furono poste ai piedi della colonna Traiana. Gli succedette suo figlio adottivo e pronipote, Adriano, nonostante non fosse chiaro a tutti quando e se fosse stato effettivamente designato come suo erede. Adriano non continuò con la politica espansionistica di Traiano e abbandonò tutti i territori conquistati ai Parti, avendo posto al centro della sua politica le province romane e la loro romanizzazione.

### Fonti e storiografia
Non è disponibile nessuna biografia di Traiano, poiché Svetonio chiude la serie delle sue De vita Caesarum con Domiziano. Su Traiano è pervenuto però il panegirico a lui dedicato, una rielaborazione del discorso tenuto in Senato come forma di ringraziamento per avere ottenuto il consolato, da parte di Gaio Plinio Cecilio Secondo, Plinio il Giovane. Altro importante documento contemporaneo agli eventi sono i dieci libri delle Lettere che lo stesso Plinio indirizzò a parenti e amici (libri 1-9), tra cui lo stesso imperatore (il decimo libro).
Non è invece giunto il libro della Historia Augusta, che rappresentava una continuazione ideale delle vite di Svetonio, e descrive la vita del suo successore, Adriano, con qualche informazione però sullo stesso Traiano. Rimane come traccia migliore del periodo la narrazione di Cassio Dione Cocceiano, tramandatasi solo tramite epitomi ed estratti bizantini del suo libro LXVIII.
Altre fonti importanti per la ricostruzione del periodo traianeo sono Sesto Aurelio Vittore con il suo De Caesaribus e un anonimo con la sua Epitome de Caesaribus, oltre a Flavio Eutropio con l'opera Breviarium ab Urbe condita, Paolo Orosio con Historiarum adversus paganos libri septem e Eusebio di Cesarea con la sua Storia ecclesiastica.
A completamento di questa serie di fonti letterarie vi sono anche quelle celebrative scolpite sulla Colonna Traiana, presente nell'omonimo Foro a Roma, o gli archi di trionfo ad Ancona e Benevento, oltre ai fregi contenuti nell'arco di Costantino sempre a Roma. A queste fonti andrebbero poi aggiunte le numerosissime iscrizioni epigrafiche provenienti da tutto l'impero, tra cui spiccano le Tavole di Velleia che riguardano l'Institutio Alimentaria.

### Nome e titoli
- 53, nasce MARCVS•VLPIVS•TRAIANVS
- 97, adottato da Nerva, prese il titolo di Germanicus: CAESAR•DIVI•NERVAE•FILIVS•NERVA•TRAIANVS•GERMANICVS
- 98, al momento dell'assunzione imperiale: IMPERATOR•CAESAR•DIVI•NERVAE•FILIVS•NERVA•TRAIANVS•AVGVSTVS•GERMANICVS
- 102, assume il titolo di Dacicus: IMPERATOR•CAESAR•DIVI•NERVAE•FILIVS•NERVA•TRAIANVS•AVGVSTVS•GERMANICVS•DACICVS
- 114, il Senato romano decretò per Traiano il titolo di Optimus: IMPERATOR•CAESAR•DIVI•NERVAE•FILIVS•NERVA•TRAIANVS•OPTIMVS•AVGVSTVS•GERMANICVS•DACICVS
- 116, assume il titolo di Parthicus: IMPERATOR•CAESAR•DIVI•NERVAE•FILIVS•NERVA•TRAIANVS•OPTIMVS•AVGVSTVS•GERMANICVS•DACICVS•PARTHICVS
- Alla sua morte nel 117 la sua titolatura completa era: IMPERATOR•CAESAR•DIVI•NERVAE•FILIVS•NERVA•TRAIANVS•OPTIMVS•AVGVSTVS•GERMANICVS•DACICVS•PARTHICVS, PONTIFEX•MAXIMVS, TRIBVNICIAE•POTESTATIS•XXI, IMPERATOR•XIII, CONSVL•VI, PATER•PATRIAE

Traiano venne quindi divinizzato dal Senato. Egli fu il primo a ottenere il titolo di Parthicus e, dopo la sua morte, continuò a mantenere il titolo di Divus Traianus Parthicus, mentre tutti gli altri imperatori perdettero il loro titolo vittorioso dopo l'apoteosi, anche se i posteri dimenticarono l'esito finale della campagna militare in Parthia.

## Biografia

### Origini familiari
Traiano proveniva da una colonia romana denominata Italica (odierna Santiponce, non lontano dall'attuale Siviglia), nella provincia dell'Hispania Baetica (all'incirca l'odierna Andalusia), situata nella parte meridionale della penisola iberica. La gens di Traiano, gli Ulpii Traiani, era originaria di Todi in Umbria. Italica era stata fondata nel 206 a.C. da un insieme di veterani (legionari romani e alleati italici) feriti o malati dell'esercito di Scipione Africano. È probabile che il primo degli antenati di Traiano a installarsi in Baetica provenisse proprio da questa armata, sebbene non sia da escludere che la famiglia vi si sia stanziata successivamente, secondo alcuni alla fine del I secolo a.C. Traiano è stato spesso ed erroneamente indicato come il primo imperatore di origini provinciali e non italiche, mentre egli apparteneva a una famiglia italica stanziatasi in una colonia romana di provincia.

#### Luogo e data di nascita
Appiano (II secolo), Eutropio (IV secolo), e Sesto Aurelio Vittore (IV secolo) ci informano che Traiano nacque nella città di Italica, mentre dall'Epitome de Caesaribus si ricava la notizia che Tuder (Todi) fosse il luogo d'origine della famiglia di Traiano, dato risultante anche da attestazioni epigrafiche. Gli altri autori antichi non specificano il luogo di nascita di Traiano.
Il giorno della sua nascita è il quattordicesimo giorno prima delle Calende di ottobre, vale a dire il 18 settembre. Tuttavia, l'anno della sua nascita è il più discusso: alcuni autori suggeriscono infatti l'anno 56, basato sulla sua carriera come senatore, ma la stragrande maggioranza degli storici moderni considera che Traiano sia nato nel 53.

#### Famiglia

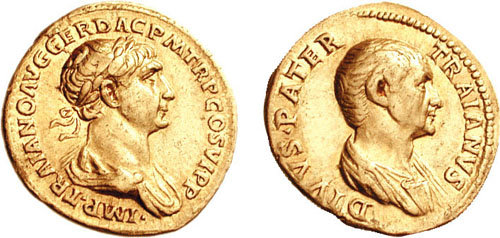
Aureo di Traiano celebrante l'omonimo padre, divinizzato.

Era figlio di Marcia, donna di cui si sa poco, nata in Spagna e la cui famiglia era originaria di Ameria, e di un importante senatore che portava il suo stesso nome e che era stato pretore attorno al 59/60, poi legatus legionis della legio X Fretensis durante la prima guerra giudaica nel 67, probabilmente prima di diventare proconsole nella Betica. Ulpio Traiano è forse uno dei primi cittadini romani che non dovette stabilirsi in Italia per accedere al rango di senatore romano e governare la propria provincia d'origine. In Giudea, servì sotto il comando di Vespasiano, insieme al figlio di lui, Tito. Ottenne quindi il consolato suffectus nel 70, oppure due anni più tardi nel 72.
Il padre fu quindi elevato al rango di patrizio nel 73/74, durante la censura congiunta di Vespasiano e del figlio Tito. E sempre a partire da questa data, fino al 76-78, Vespasiano gli affidò il governo, come legatus Augusti pro praetore, della provincia romana di Siria per circa 3-5 anni, mettendolo a capo della principale forza militare in Oriente.. Tra la fine del 73 e l'inizio del 74, il padre di Traiano si scontrò con successo contro i Parti, respingendo facilmente un'incursione del loro re Vologase I. Per questi successi ricevette gli ornamenta triumphalia, titolo raro ed eccezionale per quell'epoca. Seguì quindi il proconsolato d'Asia (forse nel 79). poi la carica di sodalis Flavialis, come membro del collegio religioso associato al culto degli imperatori Vespasiano e Tito. Morì probabilmente prima dell'anno 98, quando il figlio divenne imperatore.
Grazie al suo consolato entrò a fare parte di quella classe superiore e ristretta dei vir triumphalis, potendo così offrire al figlio un cammino già prefigurato all'interno dell'ordine senatorio (v. cursus honorum). E sempre dalla parte di suo padre Traiano ebbe una zia, Ulpia Traiana, che sposò un certo Publio Elio Adriano Marullino, e che ebbe un figlio, Publio Elio Adriano Afro, padre dell'imperatore Adriano. Nell'86 Adriano Afro morì e Traiano, insieme a un cavaliere romano di Italica, Publio Acilio Attiano, fu tutore del giovane Adriano, che allora aveva 10 anni,, e di sua sorella Elia Domizia Paolina. Quest'ultima sposò pochi anni più tardi, attorno al 90, il futuro consolare per ben tre volte Lucio Giulio Urso Serviano.
Riguardo invece alla madre, potrebbe essere appartenuta alla gens Marcia, visto il nome della figlia e i collegamenti che Traiano ebbe in vita con questa famiglia, una famiglia probabilmente senatoria e di provenienza italica, oltreché di rango consolare all'epoca dell'imperatore Tiberio. Riguardo alla sorella, Ulpia Marciana, sappiamo che nacque prima del 50, che sposò un certo Matidius, identificabile probabilmente con Gaio Salonio Matidio Patruino, attorno al 63. Quest'ultimo era pretore e membro del collegio religioso degli Arvali prima che morisse nel 78; e da questa unione nacque Salonia Matidia. Quest'ultima si sposò almeno due volte, una prima con un certo Mindius, da cui nacque una figlia, Matidia, mentre la seconda volta fu con Lucio Vibio Sabino, console suffectus, e fu da questa unione che nacque Vibia Sabina, la futura sposa dell'imperatore Adriano. Il suo terzo matrimonio fu con Libo Rupilius Frugi, che era imparentato con una delle nonne di Marco Aurelio.
| Publio Elio Adriano Marullino | Publio Elio Adriano Marullino | Publio Elio Adriano Marullino | Publio Elio Adriano Marullino | Publio Elio Adriano Marullino | Publio Elio Adriano Marullino |                          |                          |                          |                          |  |  | Ulpia Traiana | Ulpia Traiana | Ulpia Traiana | Ulpia Traiana | Ulpia Traiana            | Ulpia Traiana            |                          |                          |                          |                          |  |  | Marco Ulpio Traiano | Marco Ulpio Traiano | Marco Ulpio Traiano | Marco Ulpio Traiano | Marco Ulpio Traiano | Marco Ulpio Traiano |  |  |         |         |         |         | Marcia  | Marcia  | Marcia | Marcia | Marcia | Marcia |                 |                 |                 |                 |                 |                 |  |  |  |  |  |  |
| Publio Elio Adriano Marullino | Publio Elio Adriano Marullino | Publio Elio Adriano Marullino | Publio Elio Adriano Marullino | Publio Elio Adriano Marullino | Publio Elio Adriano Marullino |                          |                          |                          |                          |  |  | Ulpia Traiana | Ulpia Traiana | Ulpia Traiana | Ulpia Traiana | Ulpia Traiana            | Ulpia Traiana            |                          |                          |                          |                          |  |  | Marco Ulpio Traiano | Marco Ulpio Traiano | Marco Ulpio Traiano | Marco Ulpio Traiano | Marco Ulpio Traiano | Marco Ulpio Traiano |  |  |         |         |         |         | Marcia  | Marcia  | Marcia | Marcia | Marcia | Marcia |                 |                 |                 |                 |                 |                 |  |  |  |  |  |  |
|                               |                               |                               |                               |                               |                               |                          |                          |                          |                          |  |  |               |               |               |               |                          |                          |                          |                          |                          |                          |  |  |                     |                     |                     |                     |                     |                     |  |  |         |         |         |         |         |         |        |        |        |        |                 |                 |                 |                 |                 |                 |  |  |  |  |  |  |
|                               |                               |                               |                               | Publio Elio Adriano Afro      | Publio Elio Adriano Afro      | Publio Elio Adriano Afro | Publio Elio Adriano Afro | Publio Elio Adriano Afro | Publio Elio Adriano Afro |  |  |               |               |               |               | Domizia Paulina Maggiore | Domizia Paulina Maggiore | Domizia Paulina Maggiore | Domizia Paulina Maggiore | Domizia Paulina Maggiore | Domizia Paulina Maggiore |  |  | Nerva               | Nerva               | Nerva               | Nerva               | Nerva               | Nerva               |  |  | Traiano | Traiano | Traiano | Traiano | Traiano | Traiano |        |        |        |        | Pompeia Plotina | Pompeia Plotina | Pompeia Plotina | Pompeia Plotina | Pompeia Plotina | Pompeia Plotina |  |  |  |  |  |  |
|                               |                               |                               |                               | Publio Elio Adriano Afro      | Publio Elio Adriano Afro      | Publio Elio Adriano Afro | Publio Elio Adriano Afro | Publio Elio Adriano Afro | Publio Elio Adriano Afro |  |  |               |               |               |               | Domizia Paulina Maggiore | Domizia Paulina Maggiore | Domizia Paulina Maggiore | Domizia Paulina Maggiore | Domizia Paulina Maggiore | Domizia Paulina Maggiore |  |  | Nerva               | Nerva               | Nerva               | Nerva               | Nerva               | Nerva               |  |  | Traiano | Traiano | Traiano | Traiano | Traiano | Traiano |        |        |        |        | Pompeia Plotina | Pompeia Plotina | Pompeia Plotina | Pompeia Plotina | Pompeia Plotina | Pompeia Plotina |  |  |  |  |  |  |
|                               |                               |                               |                               |                               |                               |                          |                          |                          |                          |  |  |               |               |               |               |                          |                          |                          |                          |                          |                          |  |  |                     |                     |                     |                     |                     |                     |  |  |         |         |         |         |         |         |        |        |        |        |                 |                 |                 |                 |                 |                 |  |  |  |  |  |  |
|                               |                               |                               |                               |                               |                               |                          |                          |                          |                          |  |  |               |               |               |               |                          |                          |                          |                          |                          |                          |  |  |                     |                     |                     |                     |                     |                     |  |  |         |         |         |         |         |         |        |        |        |        |                 |                 |                 |                 |                 |                 |  |  |  |  |  |  |
|                               |                               |                               |                               | Domizia Paulina Minore        | Domizia Paulina Minore        | Domizia Paulina Minore   | Domizia Paulina Minore   | Domizia Paulina Minore   | Domizia Paulina Minore   |  |  | Adriano       | Adriano       | Adriano       | Adriano       | Adriano                  | Adriano                  |                          |                          |                          |                          |  |  |                     |                     |                     |                     |                     |                     |  |  |         |         |         |         |         |         |        |        |        |        |                 |                 |                 |                 |                 |                 |  |  |  |  |  |  |
|                               |                               |                               |                               | Domizia Paulina Minore        | Domizia Paulina Minore        | Domizia Paulina Minore   | Domizia Paulina Minore   | Domizia Paulina Minore   | Domizia Paulina Minore   |  |  | Adriano       | Adriano       | Adriano       | Adriano       | Adriano                  | Adriano                  |                          |                          |                          |                          |  |  |                     |                     |                     |                     |                     |                     |  |  |         |         |         |         |         |         |        |        |        |        |                 |                 |                 |                 |                 |                 |  |  |  |  |  |  |

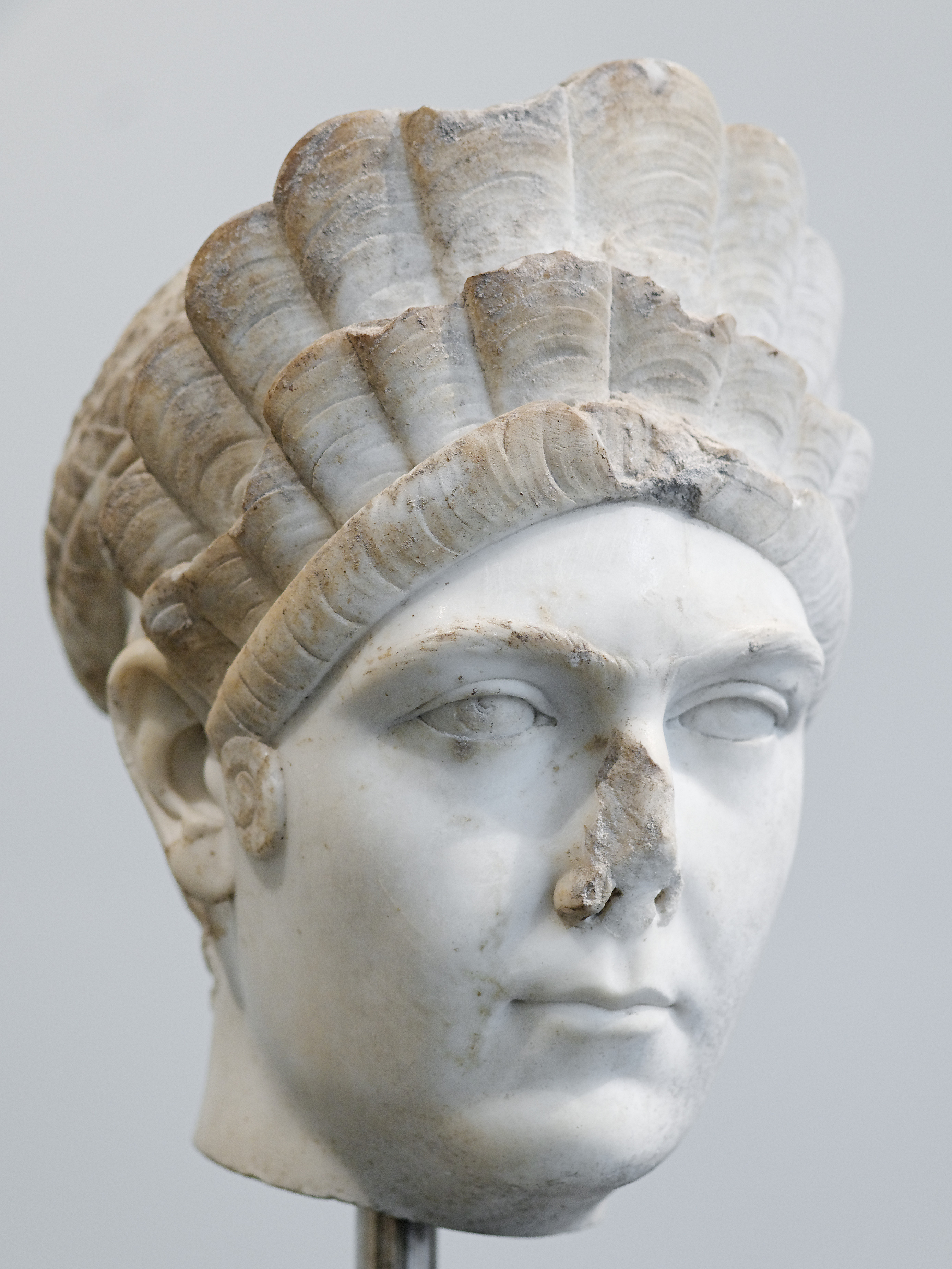
Busto di Ulpia Marciana, sorella di Traiano (Metropolitan Museum of Art)
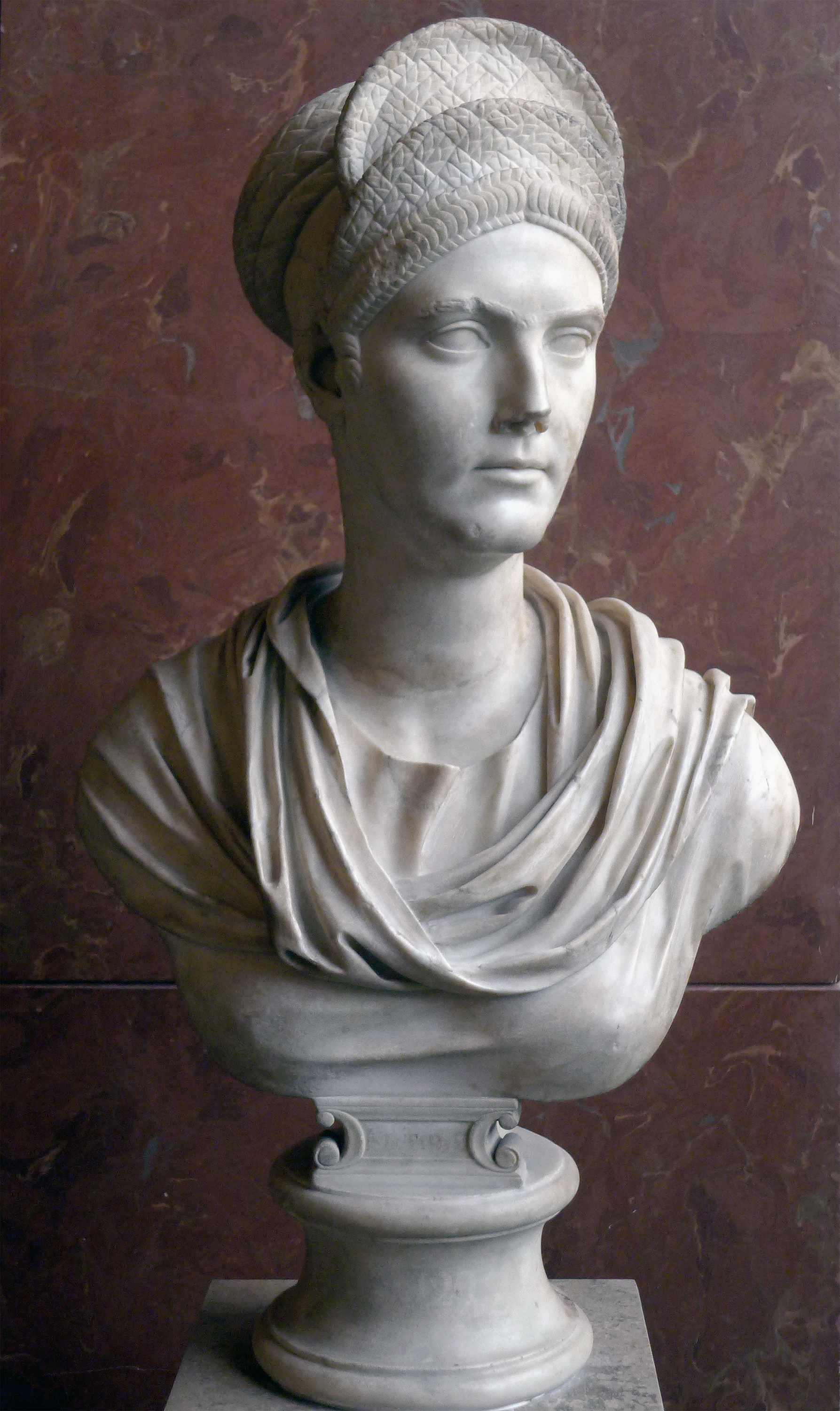
Busto di Salonia Matidia, nipote di Traiano (Museo del Louvre)
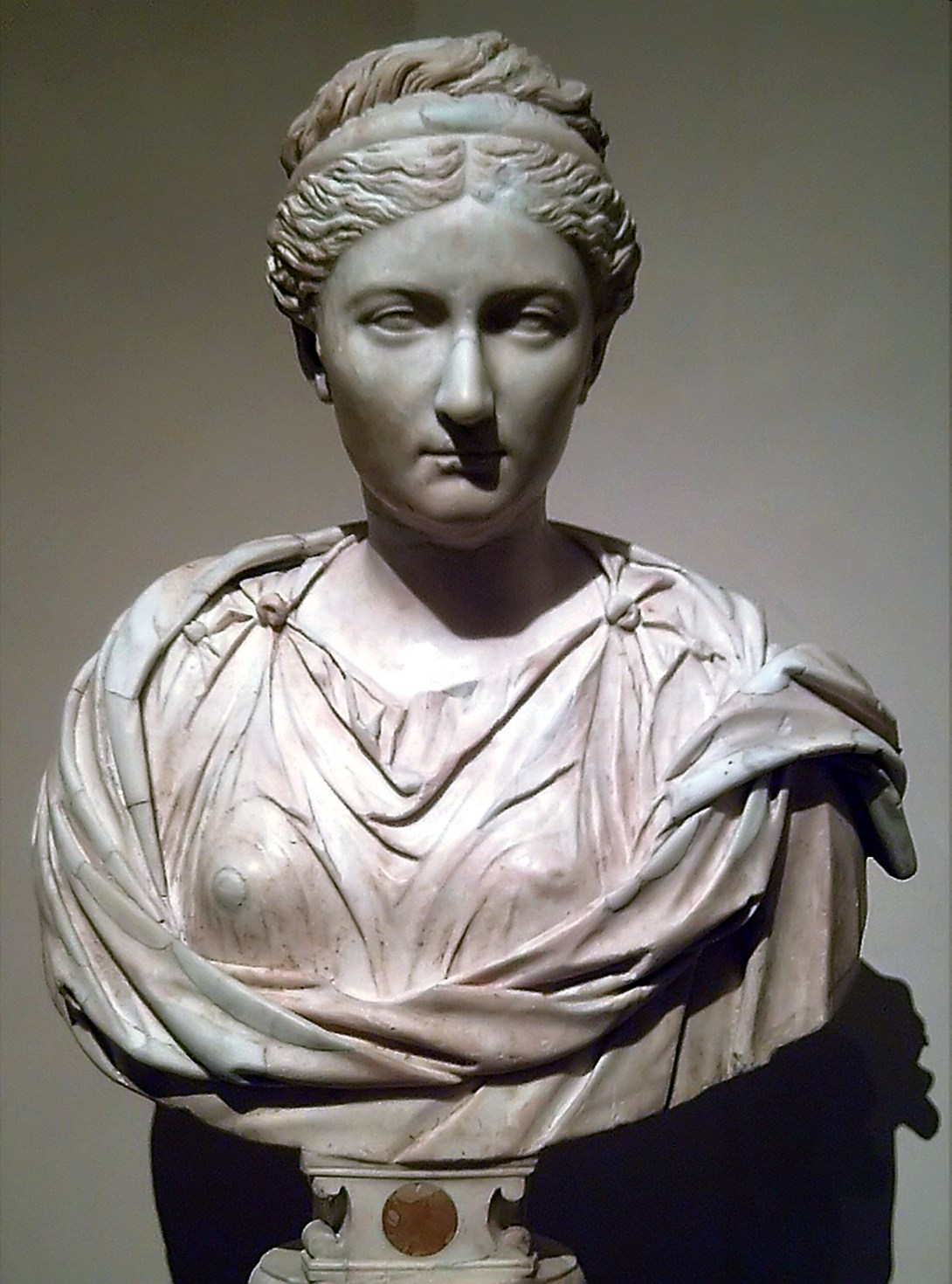
Busto di Vibia Sabina, nipote di Traiano (Museo del Prado)
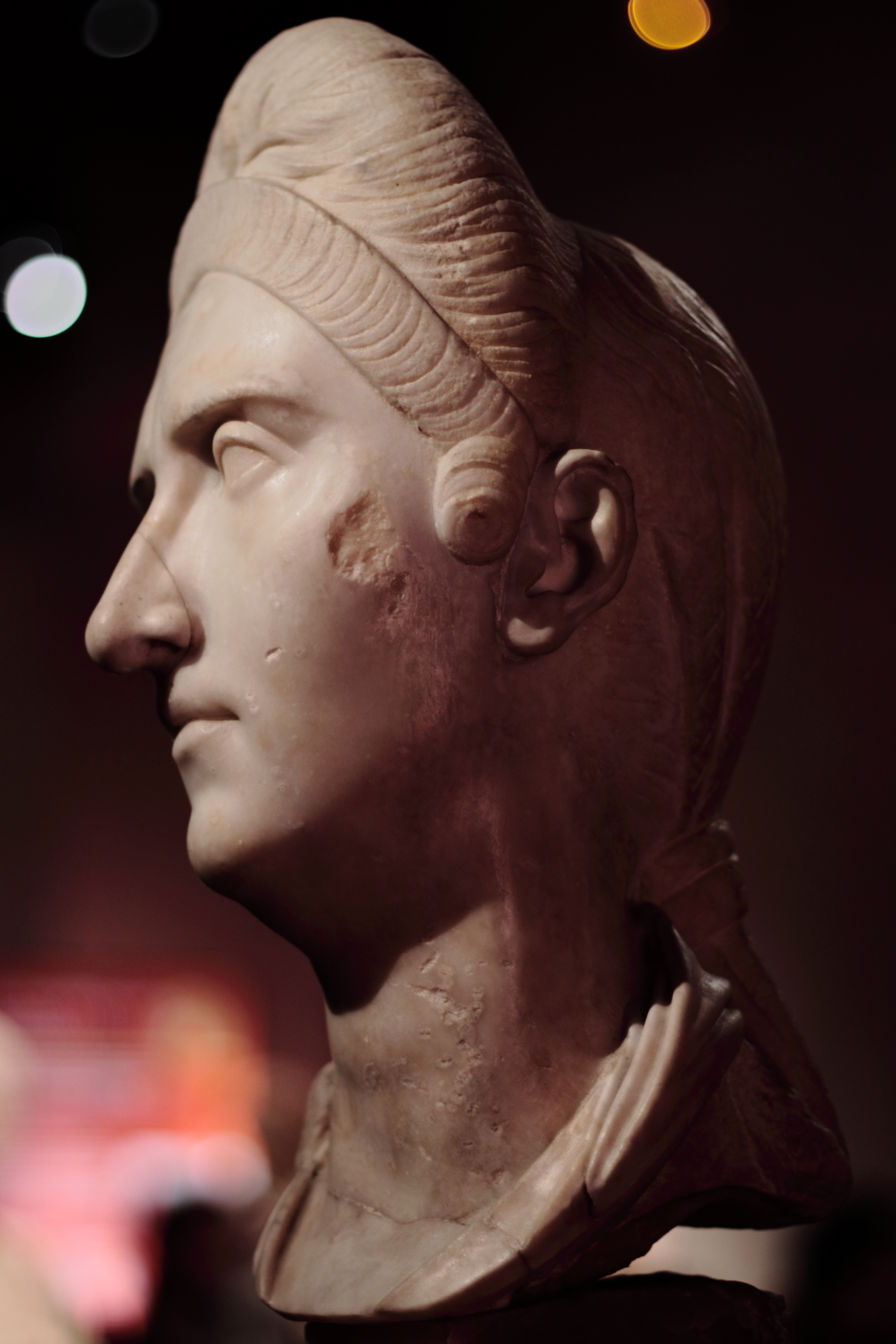
Busto di Pompeia Plotina, sposa di Traiano (Musei Capitolini)

### Giovinezza e matrimonio
L'infanzia e l'adolescenza di Traiano sono oscure, ma ricevette sicuramente un'educazione appropriata al suo rango, imparando grammatica, retorica e greco Si sposò attorno al 75/76, prima di diventare imperatore, con Pompeia Plotina, figlia di Lucio Pompeio e Plozia, una potente famiglia probabilmente originaria dell'Hispania Baetica e che trascorse la sua infanzia a Escacena del Campo (Andalusia). Plotina era una donna sobria, colta e intelligente, di grandi virtù e pia. È anche conosciuta per il suo interesse in filosofia, tanto che la scuola epicurea di Atene era sotto la sua protezione. L'unione non diede figli.

### Carriera militare e politica sotto i Flavi (71 - 96)

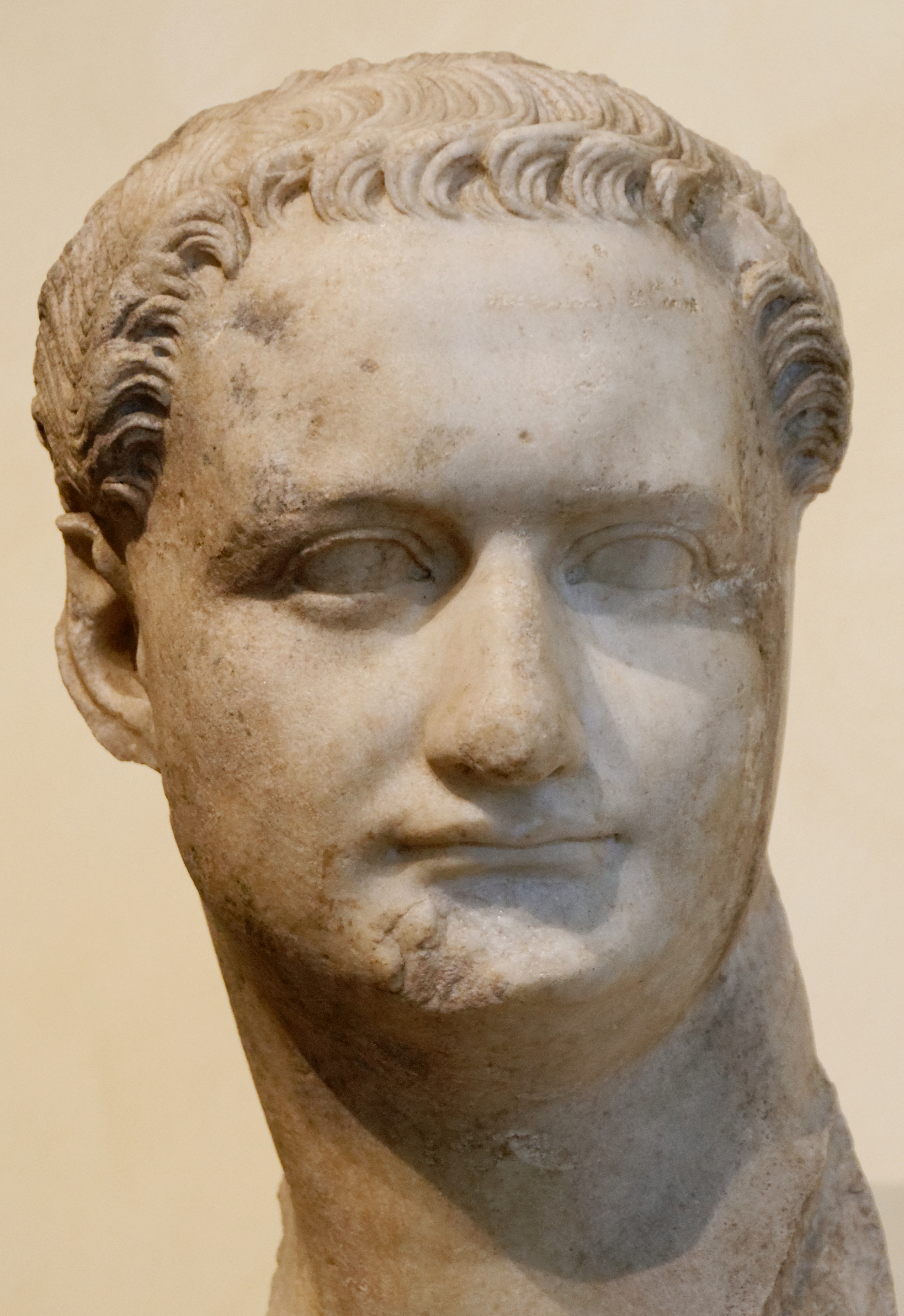
Busto di un giovane Domiziano (Musei Capitolini)

Ci sono poche informazioni sull'inizio della carriera senatoriale di Traiano prima dell'89. Egli ricoprì probabilmente il ruolo di tribuno militare a partire dal 71 al fianco di suo padre in Siria, mentre quest'ultimo era legatus legionis della X Fretensis. Avrebbe servito per ben dieci anni come tribuno militare, cosa che mostra il suo interesse per la carriera militare. Sotto Vespasiano nel 78, oppure sotto Tito nell'81, Traiano divenne questore del tesoro senatoriale. In seguito sembra che abbia accompagnato suo padre, proconsole d’Asia, come legatus tra il 79/80 e l'80/81.
Traiano divenne quindi pretore all'inizio del principato di Domiziano, probabilmente nell'84 o nel 86/87. E mentre era consuetudine per un patrizio candidarsi al consolato dopo due o tre anni dalla pretura, Traiano potrebbe avere incontrato degli ostacoli proprio con lo stesso Domiziano. Sappiamo che nell'88 ottenne il comando come legatus legionis della legio VII Gemina, che era posizionata nel nord della Spagna. E mentre era al comando della legione spagnola, Domiziano gli ordinò durante l'inverno dell'88/89 di sopprimere la ribellione di Lucio Antonio Saturnino a Mogontiacum (Magonza), in Germania Superiore. La rivolta di Saturnino fu repressa nel sangue da Aulo Bucio Lappio Massimo prima che Traiano potesse intervenire.
Per ricompensarlo della sua fedeltà Domiziano lo fece console con Manio Acilio Glabrione nel 91. Un consolato che giunse relativamente tardi per un aristocratico come lui.
Le fonti sulla carriera di Traiano tra il suo consolato del 91 e l'anno 97 sono oscure e incomplete, e provengono soprattutto dal Panegirico di Traiano di Plinio il Giovane, che non è completamente affidabile e in alcune parti anche contraddittorio. Pertanto si ignora cosa gli sia successo durante questo periodo fino al suo comando nella provincia imperiale della Germania Superiore nel 97. Sembra anche che abbia preso parte alle guerre dell'imperatore Domiziano contro i popoli della Germania Magna (95-97?), lungo il fronte pannonico, poco prima che l'ultimo discendente della dinastia Flavia fosse assassinato nel 96.
Sappiamo invece che la perdita di una legione romana durante la guerra contro i Sarmati Iazigi provocò una crisi politica interna nel 92. Domiziano, come Princeps, assunse chiaramente una posizione autocratica di fronte alla nobilitas romana. Tra il 90 e il 95, furono messe in atto una serie di misure atte a punire l'adulterio, il crimine di lesa maestà e l'alto tradimento. Dopo l'agosto del 93 un'ondata di proscrizioni portò all'eliminazione di persone sospette di essere contrarie al regime. Alle numerose cospirazioni del suo regno, Domiziano rispose anche con delle esecuzioni. Tuttavia, il numero di senatori giustiziati (quattordici sono i nomi a noi noti) rimane molto più basso rispetto a quello dell'imperatore Claudio. Tante furono le condanne e gli esili.
Domiziano si rivelò ben presto imprevedibile come quando, nel 95, mise a morte il cugino, Tito Flavio Clemente. Persino i membri della famiglia imperiale non si sentirono più al sicuro. La paura di così tante persone portò inevitabilmente a una nuova congiura, che ebbe luogo il 18 settembre del 96, e che portò all'assassinio di Domiziano. È difficile sapere in quale misura furono coinvolti i senatori, poiché la congiura fu condotta direttamente da persone vicine allo stesso imperatore, tra cui alcuni dei suoi liberti e probabilmente la stessa moglie, Domizia Longina, con il supporto, attivo o meno, dei due prefetti del pretorio. La morte di Domiziano mise fine alla dinastia dei Flavi.

### Ascesa e investitura sotto Nerva (96 - 98)

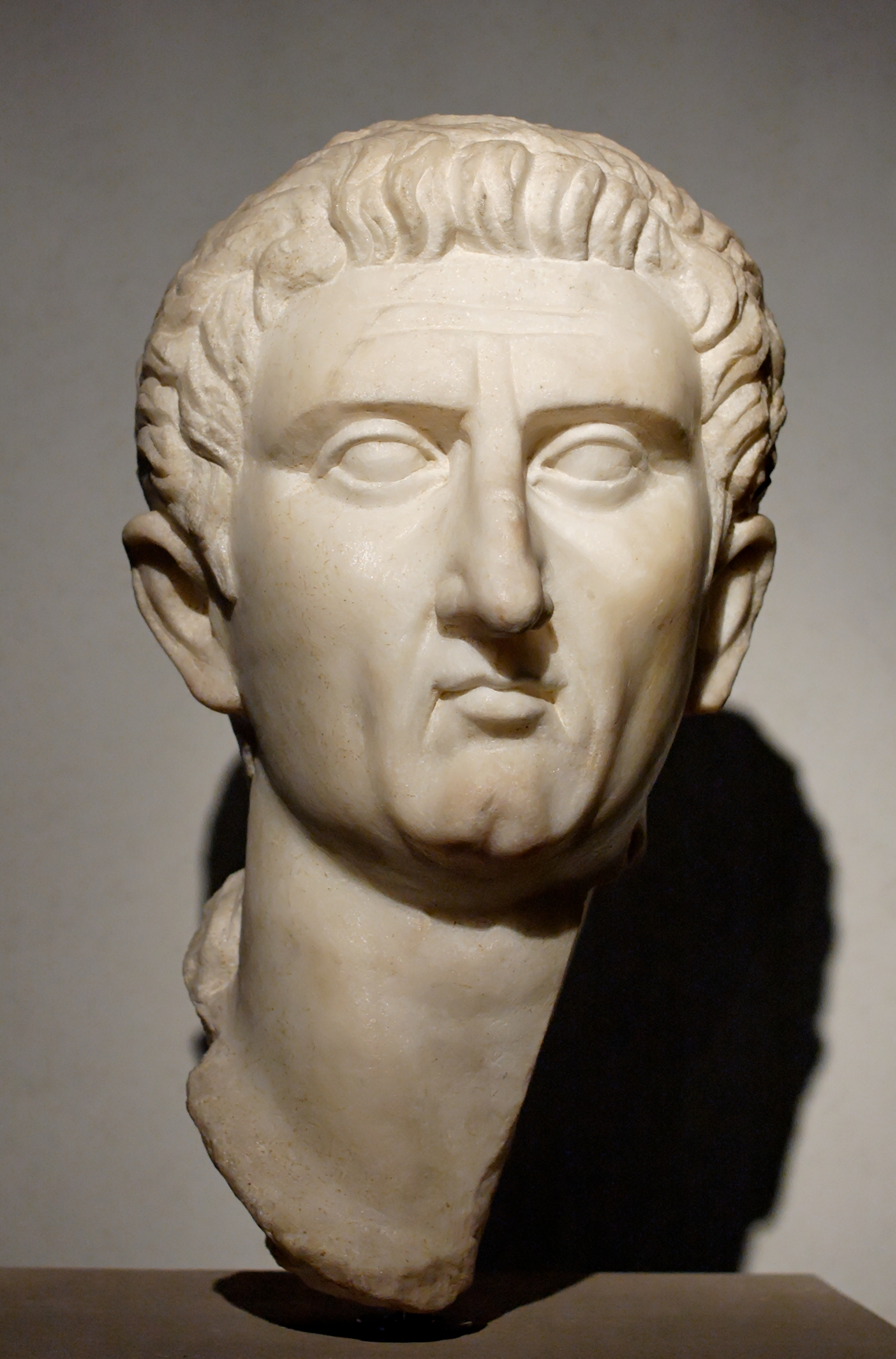
Busto dell'imperatore Nerva (96-98).

Nel settembre del 96 venne eletto un nuovo imperatore. Si trattava di un vecchio senatore di 65 anni, princeps senatus, il cui nome era Marco Cocceio Nerva. Egli aveva intrapreso una carriera senatoriale esemplare, in completa antitesi con quella di Domiziano. Nonostante i suoi successi politici, il suo regno rivela molte debolezze tipiche di un regno di transizione. La questione della successione rimase aperta, ma così fu evitata una guerra civile al termine della dinastia flavia, contrariamente a quanto era accaduto alla fine della dinastia giulio-claudia.
Nerva non aveva figli e, tenendo conto della sua età ormai avanzata, era certo che non avesse alcuna intenzione di iniziare una nuova dinastia. Egli doveva il suo principato esclusivamente ai cospiratori che avevano assassinato Domiziano, pur non avendo probabilmente partecipato attivamente alla riuscita e successo dell'impresa. Nerva, inoltre, non era popolare con i militari come lo era stato invece Domiziano. Egli infatti non comandò mai, durante la sua carriera, alcuna legione o addirittura una provincia romana, e non aveva, pertanto, nessuna gloria militare da esibire alle armate romane. Il Senato, inoltre, non accettò il nuovo imperatore senza che ci fossero delle controversie sulla sua nomina. Il malcontento dell'esercito e della guardia pretoriana e il debole sostegno del Senato resero così la posizione di Nerva estremamente fragile. Una cospirazione contro di lui fu scoperta all'inizio del 97. In Pannonia, il filosofo Dione Crisostomo riuscì a sedare un principio di rivolta. In Germania Superiore, una serie di sollevazioni ostili al nuovo princeps ebbero luogo, i campi furono bruciati, una legione fu sciolta, ma Traiano, il governatore provinciale, ristabilì l'ordine in nome del nuovo imperatore.

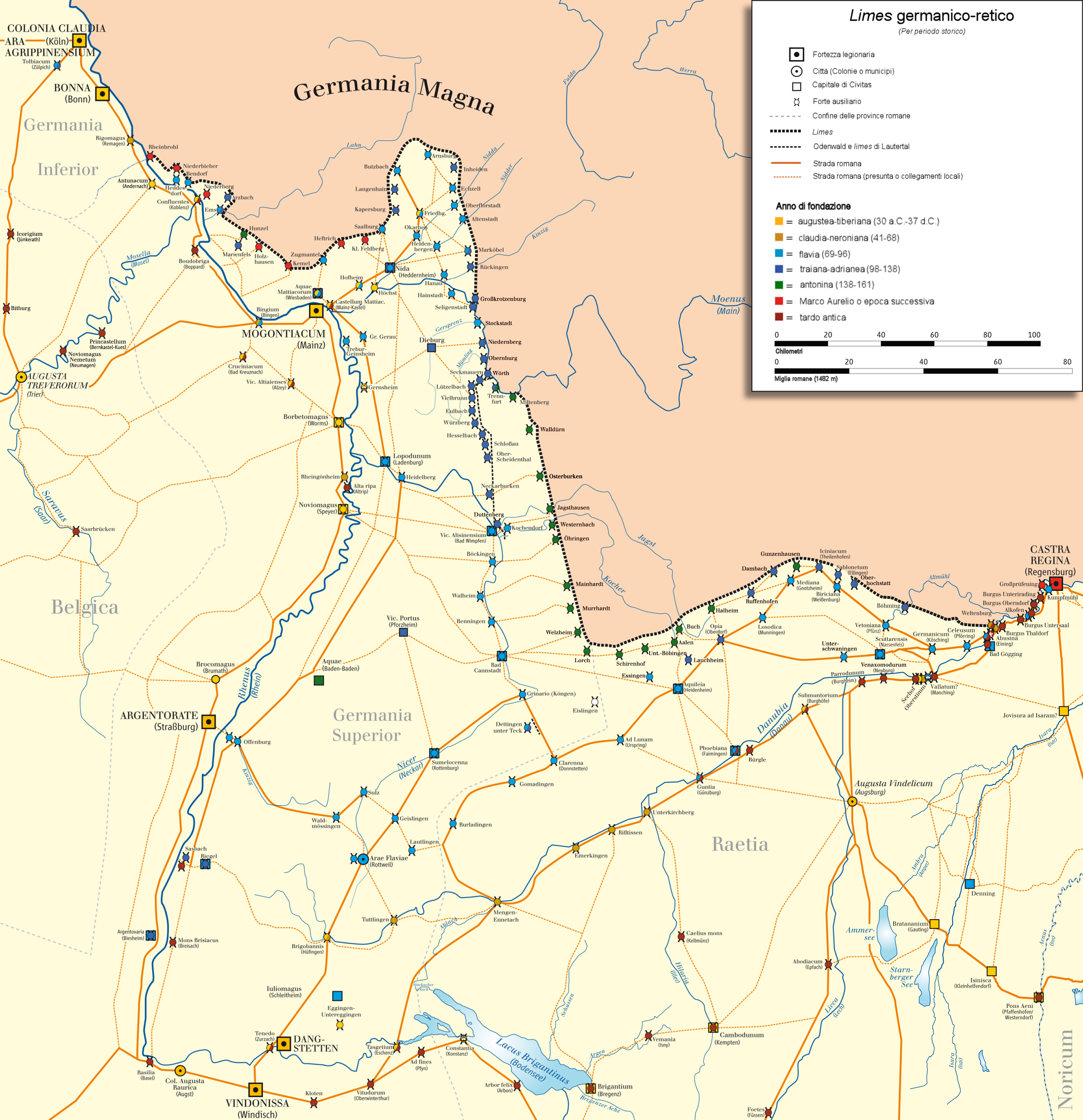
Le province della Germania Superiore e della Rezia lungo il limes germanico-retico e gli Agri decumati da esso racchiuso.

Un anno dopo che Nerva ebbe conquistato il potere Casperio Eliano, ex-prefetto del pretorio di Domiziano, era ancora molto popolare tra i pretoriani. Aveva mantenuto questa posizione fino al circa 94, prima di ritirarsi o di essere caduto in disgrazia. Fu una scelta sfortunata per l'imperatore. Eliano reclamò presso i pretoriani la testa degli assassini di Domiziano e assediò il palazzo imperiale per catturare i responsabili della morte dell'ultimo imperatore della dinastia dei Flavi, poiché non erano stati ancora condannati dal nuovo imperatore. Egli riuscì a fare giustiziare gli assassini, tra cui alcuni ufficiali pretoriani, malgrado l'opposizione di Nerva, tanto da indebolirne la sua posizione a palazzo. L'imperatore fu altresì costretto a pronunciare un discorso pubblico per ringraziare Eliano di questa sua iniziativa.
Da questo momento ebbe inizio la lotta per il potere imperiale. Fu così che in Senato ci furono molti a volere che Nerva nominasse un successore. Alcuni sostenevano che potesse essere Marco Cornelio Nigrino Curiazio Materno, il pluridecorato generale di Domiziano e attuale governatore della Siria, che si trovava a capo della più potente armata del limes orientale. Altri proposero Traiano, che a quel tempo sembra fosse il governatore imperiale della Germania Superiore o forse della Pannonia. Si agì rapidamente per evitare una possibile usurpazione di Nigrino, che sembrava imminente, tenendo conto che Traiano poteva contare su tre/quattro legioni e un numero di ausiliari stazionati nella provincia pari a circa 35 000 armati. Il governatore di queste due province era certamente più vicino all'Italia, potendo inoltre disporre di una grande armata, sia per prendere il posto dell'imperatore in carica sia per proteggerlo.
Nella confusione della fine dell'anno 97, mentre le due fazioni si impegnarono in una lotta apparente, Traiano rimase nella sua provincia. I suoi sostenitori includevano i senatori Lucio Giulio Urso Serviano, Lucio Licinio Sura, Gneo Domizio Curvio Tullo, Sesto Giulio Frontino e Tito Vestricio Spurinna. Nerva prese allora una decisione: salì sul Campidoglio e adottò solennemente Traiano il 28 ottobre 97 in questi termini secondo lo storico Cassio Dione Cocceiano:
(Cassio Dione, LXVIII, 3.4)

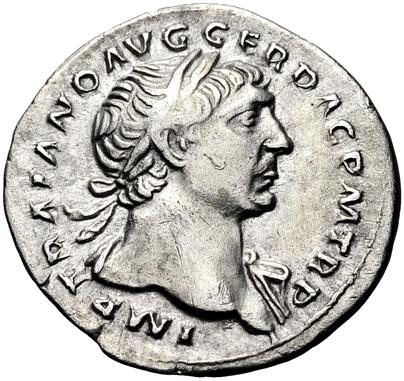
IMP TRAIANO AUG GERM PM (Museo di belle arti di Lione.)

La scelta di Nerva fu probabilmente guidata da Lucio Licinio Sura, influente senatore romano, vicino a Traiano, che incoraggiò quest'ultimo a impadronirsi del potere imperiale per evitare una crisi e una possibile guerra civile. Si aggiunga che Cornelio Nigrino era anch'egli originario della Spagna, appartenesse all'ordine equestre, sebbene non possedesse lo stesso prestigio di Traiano, dovuto principalmente ai meriti di suo padre.
Nell'ottobre del 97 Traiano ricevette la notizia che era stato adottato e di fatto associato al potere imperiale, in modo tale che qualsiasi opposizione a Nerva venisse cancellata. I pretoriani si ricordarono anche gli avvenimenti del 69 dove riuscirono ad affrontare con successo le legioni. Ma questa volta furono colti di sorpresa e dovettero inchinarsi. Traiano fu riconosciuto come successore di Nerva, il Senato gli riconobbe il titolo di Caesar, la tribunicia potestas e l'Imperium proconsulare maius, oltre al consolato nel 98 insieme a Nerva. Traiano assunse inoltre il titolo vittorioso di Germanicus. È probabile che Traiano non abbia mai incontrato Nerva, e le fonti storiche non indicano se ci fosse in passato un incontro tra i due uomini, ma è certo che durante il regno di Nerva, Traiano non lo raggiunse mai a Roma, perché rimase in Germania.
Quando la notizia della morte dell'imperatore Nerva si diffuse, il 28 gennaio del 98, Traiano si trovava a Colonia. Sarebbe stato il nipote Adriano (il futuro imperatore) a trasmettergli la notizia.
Traiano, allora molto popolare nell'esercito e apprezzato dalla maggioranza del Senato, continuò a combattere contro gli avversari dell'epoca di Nerva. Nigrino fu risparmiato, anche se perse il governo della provincia di Siria, in modo da perdere tutto il sostegno dell'esercito, fin dal momento in cui Traiano venne adottato da Nerva nel 97. Si ritirò nella regione natia, in Spagna, dove trascorse i suoi ultimi giorni. Decise quindi di convocare il prefetto del pretorio, Casperio Eliano sul Reno, e qui lo costrinse a dare le dimissioni e a ritirarsi dalla vita pubblica.

### Il principato (98-117)

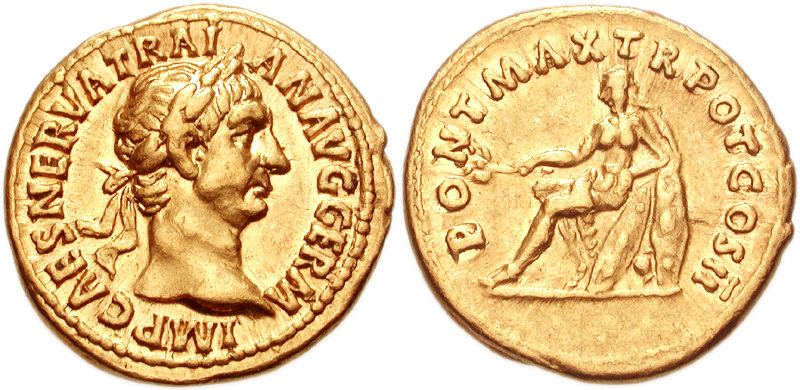
Aureo di Traiano con il busto di Nerva, divinizzato

Il popolo di Roma salutò il nuovo imperatore con grande entusiasmo. Traiano si trovava a Colonia quando la notizia della sua nomina lo raggiunse, a seguito di una gara di messaggeri vinta da suo cugino e futuro successore Adriano. Era il 27 gennaio del 98 e aveva quarantacinque anni.
Una volta divenuto imperatore Traiano si assicurò tra le prime cose che il padre adottivo, Nerva, fosse divinizzato per decreto del Senato. Fece quindi deporre le sue ceneri nel mausoleo di Augusto. Non si recò subito nella capitale, ma si limitò a sostituire alcuni uomini a lui non favorevoli, a punire i pretoriani coinvolti nella rivolta contro il predecessore, riducendo della metà il tradizionale donativo per celebrare l'ascesa al trono. In sua assenza, nel 99, erano stati nominati consoli per quell'anno Aulo Cornelio Palma Frontoniano e Quinto Sosio Senecione, il secondo era uno dei principali consiglieri di Traiano e una delle figure pubbliche più importanti del suo principato. L'imperatore mise poi a capo della prefettura del pretorio Sesto Azio Suburano Emiliano.

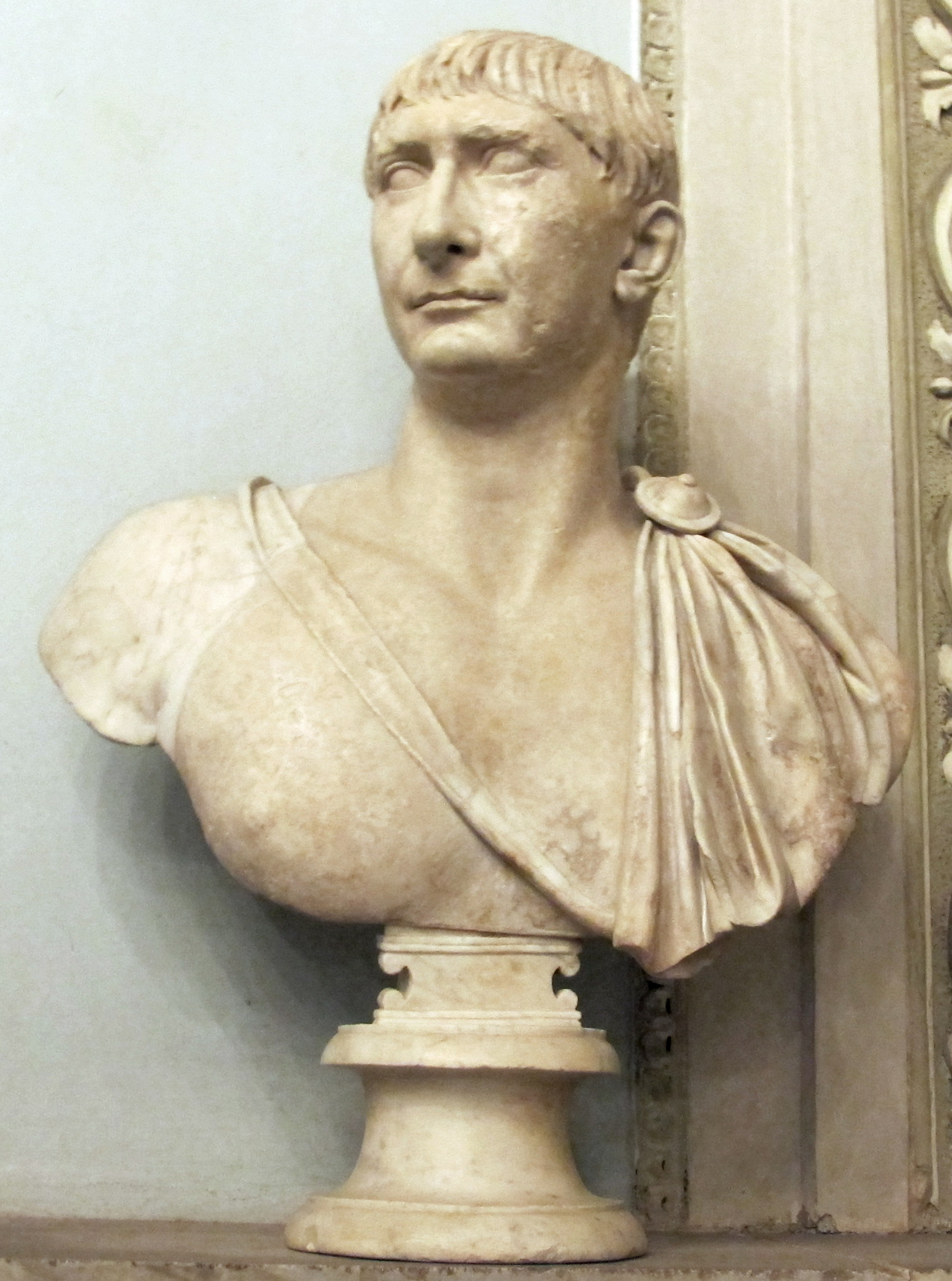
Busto di Traiano, della tipologia relativa al ritratto del decennale di regno, conservato ai Musei Capitolini di Roma

Traiano tornò finalmente a Roma nell'autunno del 99, dopo avere riorganizzato i confini settentrionali. Il suo ritorno fu celebrato come una vittoria. Fu comunque un trionfo non in pompa magna. Egli fece ritorno a Roma in modo modesto, senza dimostrazione del suo potere. I senatori lo accolsero semplicemente con un bacio. Per il suo ritorno nella capitale si concesse il consolato dell'anno 100, insieme a Sesto Giulio Frontino, che per quest'ultimo si trattava del terzo consolato, come lo sarebbe stato anche per lo stesso imperatore.
Il senatore Plinio gli rivolse, durante la cerimonia in Senato, un interminabile panegirico in cui chiese inoltre che a tale Consiglio fosse concesso un maggiore coinvolgimento nella conduzione degli affari dell'amministrazione pubblica dello Stato. Traiano accolse allegramente queste richieste e chiamò molti dei “padri coscritti” (senatori) a governare le province romane. Tuttavia mantenne saldo su di essi un controllo molto forte, occupandosi scrupolosamente dei bisogni delle varie province e arrogandosi, per esempio, i permessi per l'edificazione di edifici a uso pubblico. Questo gli consentì di smascherare e punire molti senatori rei del reato di concussione, che avevano approfittato della politica indulgente del precedente imperatore, Nerva. Traiano si avvalse di un organo giudicante creato da lui allo scopo di indagare su questi reati, il Consilium Principis, del quale fecero parte tra i migliori giuristi dell'epoca, come per esempio Tizio Aristone. Numerosi furono gli indagati per casi di malgoverno delle province, sebbene il Senato stesso abbia poi emanato sentenze generalmente favorevoli.
Traiano non concentrò le sue energie e quelle dell'Impero solo su campagne militari e costruzioni di edifici pubblici. Fu anche un oculato statista e filantropo, interessato alle condizioni dei suoi cittadini e pertanto attento nelle riforme sociali e politiche. Restituì una gran quantità di proprietà private che Domiziano aveva confiscato (procedura già iniziata da Nerva prima della sua morte). Egli, in materia giudiziaria, diminuì i tempi dei processi, proibì le accuse anonime, acconsentì il risvolgimento del processo in caso di condanna in contumacia e proibì le condanne in mancanza di prove solide o in presenza di qualsiasi dubbio. In materia economica e sociale trovò modo di organizzare la burocrazia e promulgò leggi a favore della piccola proprietà contadina, la cui base era minacciata dall'estendersi del latifondo.

#### Politica interna

##### Rapporti con il Senato
Il principato di Traiano iniziò in contrasto con quello di Domiziano e fu contraddistinto da una grande cooperazione e benevolenza verso i senatori. Nelle sue prime lettere al Senato dalla Germania, Traiano promise che nessun senatore sarebbe stato giustiziato senza un processo adeguato davanti alla Curia. Una delle sue prime misure fu quello di annunciare, attraverso monete coniate fin dall'inizio del suo regno, che aveva ricevuto il suo potere dal Senato. Permise a numerosi senatori e cavalieri, che erano stati mandati in esilio da Domiziano, di fare ritorno, restituendo loro i beni confiscati, un processo iniziato già sotto Nerva. Contrariamente a Domiziano, Traiano non fu mai accusato di essersi arricchito personalmente a danno dei cittadini romani. E non utilizzò mai il processo per lesa maestà contro i senatori. Affidò, al contrario, importanti incarichi anche a cavalieri e senatori che in passato si erano opposti a Domiziano.
Traiano mostrò fin da subito segni di moderazione, rifiutando una prima volta il titolo di Pater Patriae offertogli dal Senato. Alla fine lo accettò nell'autunno del 98. Ruppe poi con la consuetudine dei Flavi di occupare il consolato numerose volte e in modo consecutivo. Durante il suo principato, egli fu infatti console solo quattro volte, nel 100, 101, 103 e 112, di cui tre volte all'inizio del suo regno. Non esitò a concedere l'omonimo consolato ai senatori che l'avevano già esercitato più volte, come a Sesto Giulio Frontino, console per la terza volta nel 100 e a Lucio Licinio Sura nel 107, e tanti altri senatori che raggiunsero il consolato eponimo per la seconda volta, sotto il suo principato.

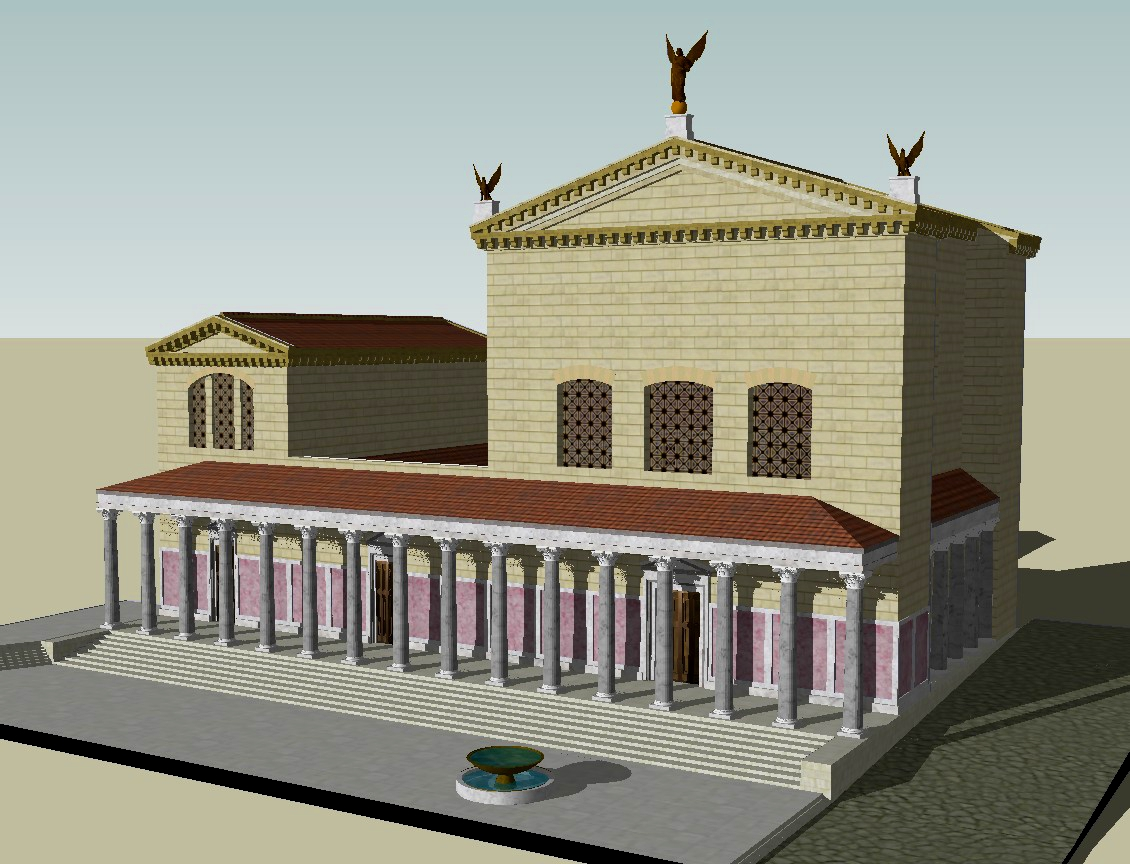
Ricostruzione ideale della Curia Iulia, sede del Senato romano ai tempi di Traiano

Grazie a questi segnali, che apparentemente rafforzavano l'uguaglianza tra Senato e imperatore, Traiano enfatizzò la propria ideologia che lo vedeva al centro del principato e rinforzò la propria posizione di primus inter pares. Tuttavia, Plinio, impressionato dal potere offrire l'immagine dell'imperatore come uno di loro, resta lucido quando scrive: «il principe non è soggetto alle leggi, sono invece le leggi a essergli subordinate».
Da quando Traiano subentrò a Nerva, senza essere suo figlio o un discendente biologico, nacque l'idea dell'Optimus Princeps. L'idea di scegliere il meglio dei candidati alla successione, secondo il principio dell'adozione dietro il consenso del Senato, si diffuse come ricorda Plinio il Giovane nel suo Panegirico di Traiano. Tuttavia, l'influenza di Traiano sul Senato e il suo reale potere rimasero invariati. Spettava solo all'imperatore la direzione dell'Impero, come riconosce lo stesso Plinio il giovane: «tutto dipende dalla volontà di un solo uomo».
Si rivolse anche al popolo di Roma, grazie a generose distribuzioni e all'organizzazione di giochi e magnifici trionfi. Frontone lodò, infatti, la capacità di Traiano di guadagnarsi il consenso sia dei poveri sia dei ricchi romani con grandi spettacoli pubblici. Piacque anche ai provinciali, passando per uno di loro. Egli ebbe anche un buon rapporto con i filosofi, troppo spesso brutalizzati dagli imperatori precedenti, come Nerone o gli stessi Flavi. Dione Crisostomo fu un suo consigliere.
Questo nuovo corso politico rappresentò un allontanamento volontario dal regno di Domiziano, percepito come tirannico. Traiano fu per questi motivi acclamato, ma anche per avere dimostrato di possedere tutte le più importanti e antiche virtù del mos maiorum:
- la virtus: virtù, forza morale, valore, coraggio, erano le qualità che un uomo doveva possedere, mescolanza di energia, forza morale e coraggio;
- la iustitia: giustizia, equità, che è la forza morale alla base del sistema giuridico, e quindi l'imparzialità;
- la pietas: pietà, spirito di giustizia, senso del dovere, fedeltà, pone un limite alla virtus, al coraggio e ai valori individuali;
- la clementia: clemenza, umanità, bontà, generosità, indulgenza, permettendo così di moderare la iustitia, specialmente nella durezza delle punizioni.

I concetti chiave di queste quattro virtù sono:
- civilitas: qualità del cittadino romano, essere civilizzati;
- humanitas: umanità, insieme di qualità umane;
- moderatio: moderazione, autocontrollo;
- comitas: dolcezza, bontà, generosità;
- mansuetudo: mansuetudine, gentilezza;
- temperantia: giusto equilibrio in tutte le cose.

Prima del 1 settembre del 100, Traiano ricevette dal Senato e dal popolo romano il titolo onorifico di "Optimus Princeps", in riferimento alla divinità di Giove, dio supremo "Optimus Maximus", mentre Domiziano si era posto sotto la protezione della dea della guerra, Minerva. Più tardi venne anche chiamato il migliore e più nobile dei principi, titolo che apparve sulle monete a partire dal 103.

##### Amministrazione di Roma e dell'Italia

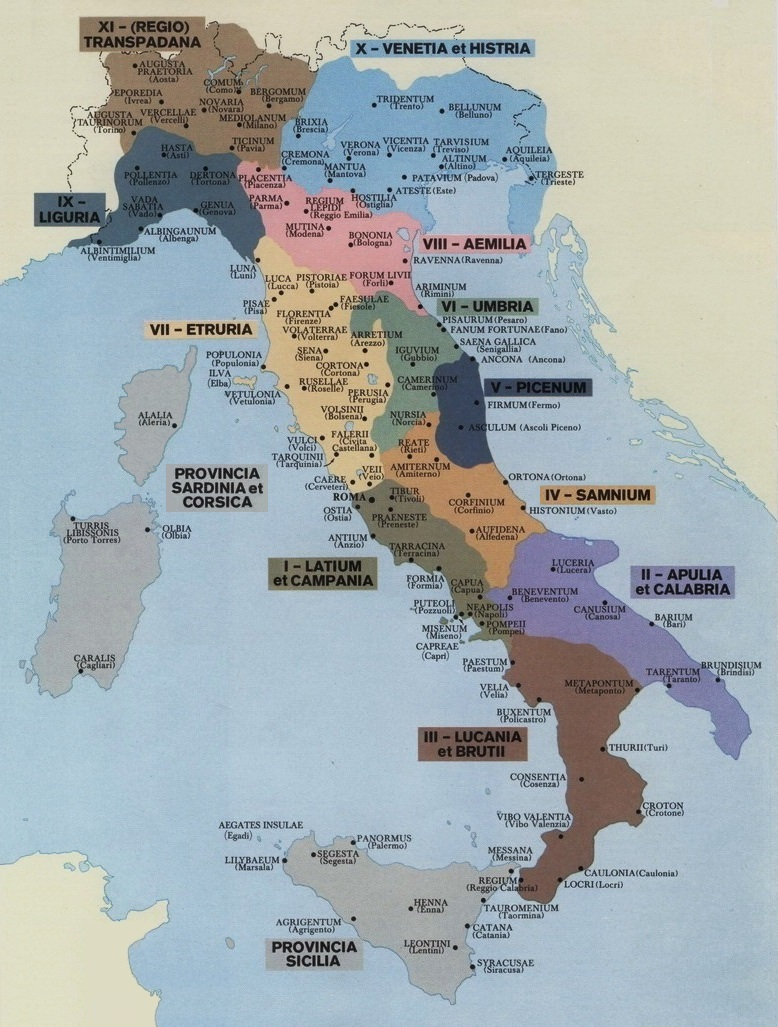
Le undici regiones augustee in cui era divisa l'Italia sovrapposte ai confini politici attuali

Traiano favorì il ripopolamento di liberi contadini nella penisola, investendo capitali e fornendo ai coloni i mezzi per il sostentamento e il lavoro nei campi; in cambio i coloni si impegnavano a versare una parte dei raccolti come saldo del debito. Questo sistema, noto come colonato, aveva bisogno del controllo da parte dello stato affinché potesse funzionare. Da un lato bisognava impedire che gli esattori delle imposte depredassero i coloni o che i latifondisti esigessero più del dovuto riducendo alla miseria e alla semischiavitù i contadini; dall'altro bisognava difendere i coloni dai briganti e gli invasori che avrebbero potuto devastare le terre costringendoli all'abbandono delle campagne e a riversarsi in città lasciando le terre incolte.
Per ovviare al declino dell'agricoltura italica impose ai senatori di investire in Italia almeno un terzo dei loro capitali. Pose dei limiti all'emigrazioni dalla penisola, tentando di incentivare la presenza del ceto imprenditore e della manodopera in un'Italia che stava perdendo la sua centralità e che stava per avviarsi a una fase di declino. Traiano fece bruciare i registri delle tasse arretrate (raffigurato in quest'atto nei Plutei della Curia) per alleggerire la pressione fiscale sulle province e abolì alcune tassazioni che gravavano sui provinciali e gli italici; poté così creare una sorta di cassa risparmio popolare che concedeva prestiti ai piccoli contadini e imprenditori romani che in tal modo beneficiarono di larghe concessioni; vennero poi favorite le prime cooperative e associazioni dei mestieri.
Traiano fu soprattutto, come detto, un grande filantropo e protettore della gioventù romana. Per ovviare alla miseria dei ceti più bassi, e tentare di risollevare le condizioni della declinante economia italica, fece istituire l'Institutio Alimentaria. Con quest'ultimo provvedimento Traiano sacrificò parte del suo patrimonio personale per assicurare il sostentamento a centinaia di bambini e giovani bisognosi. Sull'Arco di Traiano di Benevento è raffigurata la distribuzione di viveri alla popolazione e soprattutto ai bambini poveri in base alla Institutio Alimentaria. Così pure dei rilievi sono conservati nel Foro Romano, riferentisi all'istituzione degli «Alimenta Italiae» in favore dei «pueri et puellae alimentari».

##### Amministrazione provinciale
La Dacia venne conquistata nel corso di due campagne militari condotte da Traiano contro il re Decebalo (101-102 e 105) e venne trasformata in provincia nel 106/107. Le province di Armenia, Mesopotamia e Assiria, furono fondate tra il 114 e il 116 a seguito delle campagne contro i Parti: il territorio conquistato venne diviso in province, mentre la Mesopotamia venne istituita facendovi rientrare il territorio della moderna Siria a oriente dell'Eufrate e quello dell'Iraq settentrionale. Il primo governatore fu Decimo Terenzio Scauriano. Fu però poco dopo abbandonata dal successore, Adriano nel 117.

##### Amministrazione economica e finanziaria
Con i ricavati e i proventi delle riforme attuate Traiano edificò collegi e orfanotrofi per i figli illegittimi e gli orfani dei suoi soldati garantendo loro un sussidio mensile e un'istruzione adeguata. Così facendo l'imperatore garantì agli imperatori successivi un ceto dirigente abile e capace. I problemi economici vennero risolti con le campagne militari, che avevano il doppio intento di pacificare i confini e reperire l'oro e l'argento necessari per le costruzioni, le riforme e per colmare il deficit economico degli imperatori precedenti. Il suo successore, Adriano, si trovò a reggere le sorti di un impero economicamente in attivo.

##### Opere pubbliche

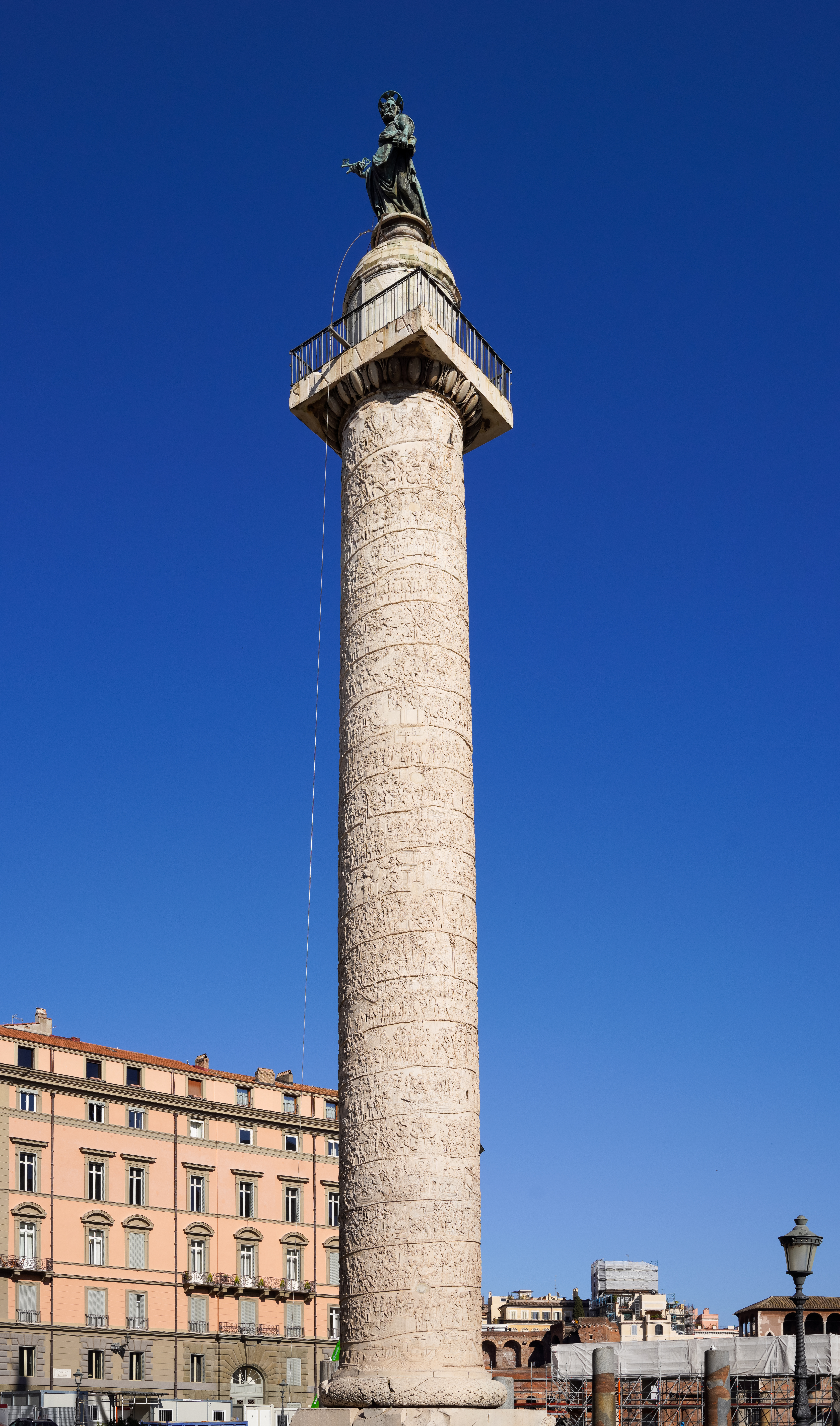
La colonna di Traiano

L'impero, che fino a quel momento si era ampliato in continuazione, sotto Traiano finalmente impegnò le sue risorse per il miglioramento delle condizioni di vita piuttosto che sulle nuove conquiste. Traiano promosse così grandi opere pubbliche e rafforzò le comunicazioni intervenendo in due modi: restaurando le principali strade e ampliando o costruendo nuovi porti, in modo da collegare più efficacemente l'Urbe al resto dell'Impero. Il ruolo di primo piano dato alle opere pubbliche, specie in Italia, spiega l'iscrizione che compare sulle monete coniate durante questo periodo; Italia rest[ituita]. L'arte romana, sotto l'impero di Traiano, arrivò a staccarsi definitivamente dagli influssi ellenistici, giungendo a una originalità che influenzò lo sviluppo artistico dei secoli successivi, sino al periodo contemporaneo.

###### Porto di Traiano a Fiumicino

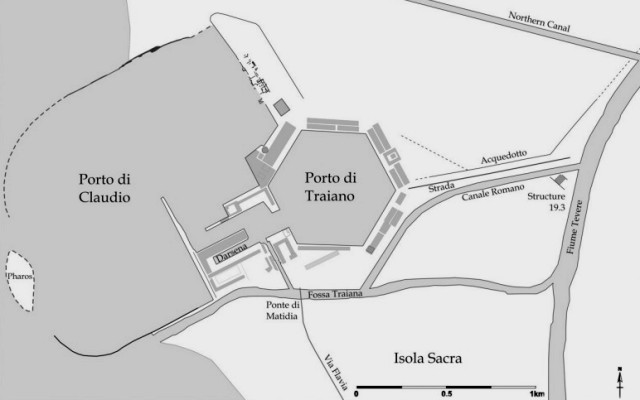
Il Porto di Traiano esagonale a Ostia

Costruì ex novo il celeberrimo porto di Traiano esagonale nella zona di Fiumicino (i cui resti sono ancora oggi imponenti) che collegava Roma con le regioni occidentali dell'Impero. L'opera fu senz'altro tra le più importanti per la Città, che ovviò così ai suoi problemi di approvvigionamento ormai fuori dalla portata del già esistente "Porto di Claudio". Incaricato del progetto fu l'architetto greco-nabateo Apollodoro di Damasco; i lavori durarono dal 100 al 112, con la creazione di un bacino di forma esagonale con lati di 358 metri e profondo cinque metri (al contrario della trascuratezza degli ingegneri di Claudio), con una superficie di 32 ettari e 2000 metri di banchina. Fu costruito un ulteriore canale e il collegamento a Ostia fu assicurato da una strada a due corsie lastricata. Il porto di Ostia era utile soprattutto per i traffici con il mar Mediterraneo occidentale; per facilitare la navigazione tra Roma e l'Oriente.

###### Porto di Ancona

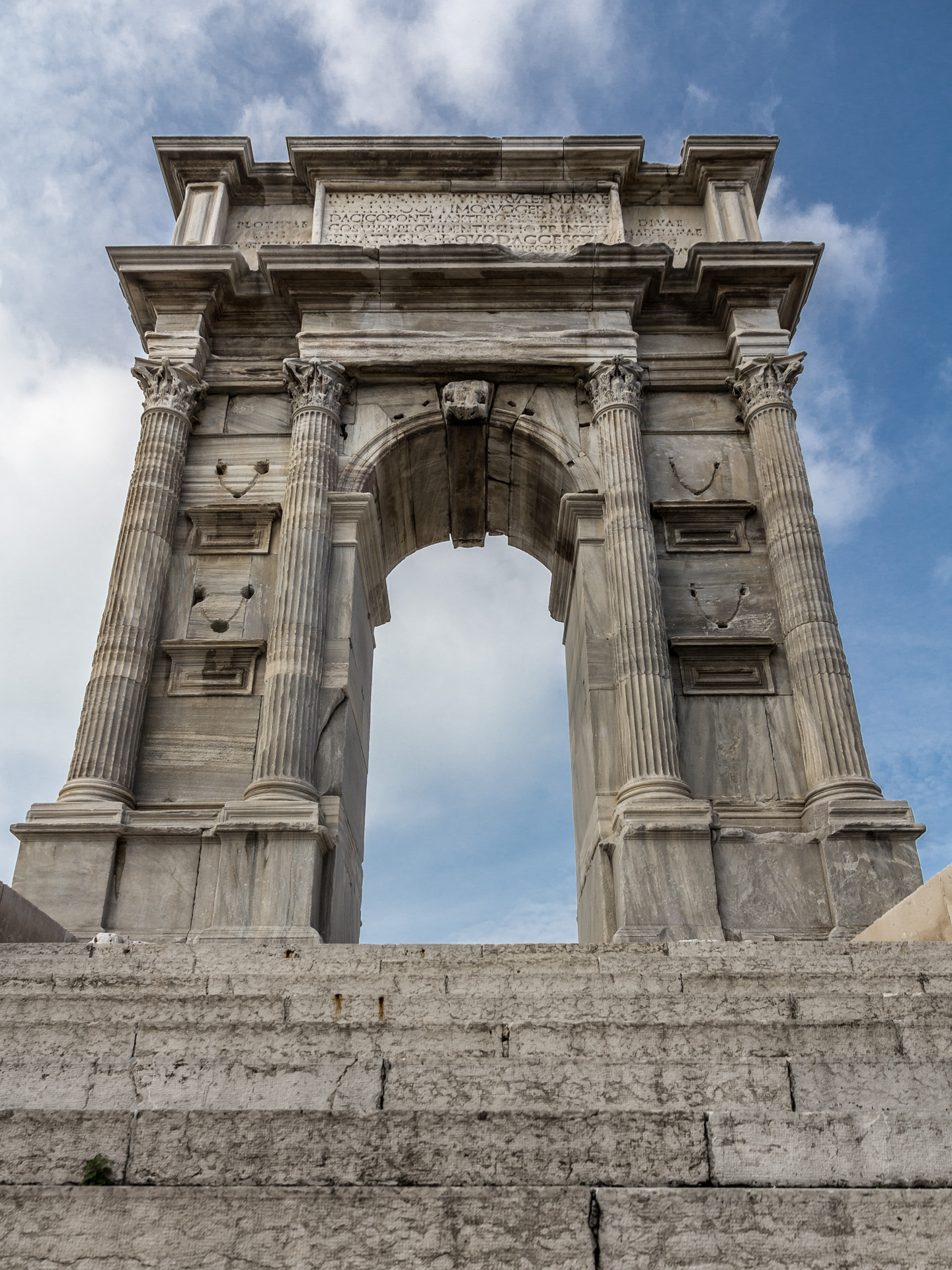
Arco di Traiano di Ancona.

Intorno al 100 d.C. Traiano ordinò l'ampliamento del porto adriatico di Ancona, in modo da collegare Roma con le province orientali dell'Impero. Per realizzare l'ampliamento, Traiano fece costruire un poderoso molo, per migliorare la protezione dalle onde già offerta dal promontorio sul quale sorge la città. Il Senato e il popolo romano fecero costruire sul nuovo molo un arco; sull'iscrizione posta sull'attico del monumento si legge che esso fu eretto per ringraziare l'imperatore di avere reso più sicuro l'ACCESSUM ITALIAE ("ingresso d'Italia").
Le opere anconitane sono anch'esse attribuite ad Apollodoro di Damasco. Ancora oggi il molo di Traiano è parte fondamentale del porto di Ancona e l'arco eretto in suo onore svetta ancora su di esso. Una zona archeologica mostra i resti dei cantieri navali traianei e dei magazzini portuali.

###### Porti di Civitavecchia e di Terracina
Traiano inoltre diede l'incarico sempre a Apollodoro di Damasco di costruire il porto di Civitavecchia, quando fu chiaro che il porto di Ostia tendeva a insabbiarsi nonostante i lavori prolungati. Con la costruzione del porto nacque la città di Centumcellae intorno al 106 d.C. L'idea dell'imperatore era quella di facilitare con un altro approdo sicuro il piano annonario a favore di Roma e i lavori vennero progettati dall'architetto Apollodoro di Damasco. L'impianto originale del porto rispecchiava i criteri architettonici del tempo con un grande bacino quasi circolare di circa 500 metri, due grandi moli e un antemurale, un'isola artificiale protesa in mare a protezione del bacino. L'intera struttura era sormontata da due torri contrapposte, in seguito dette del Bicchiere e del Lazzaretto (ancora visibile, e ricostruita da Sangallo).
L'imperatore Traiano ordinò anche l'ampliamento del porto di Terracina, del quale ancora oggi esistono le strutture principali. Il taglio del Pisco Montano contribuì in qualche modo a orientare verso il porto tutto il movimento della città.

###### Varianti della via Appia

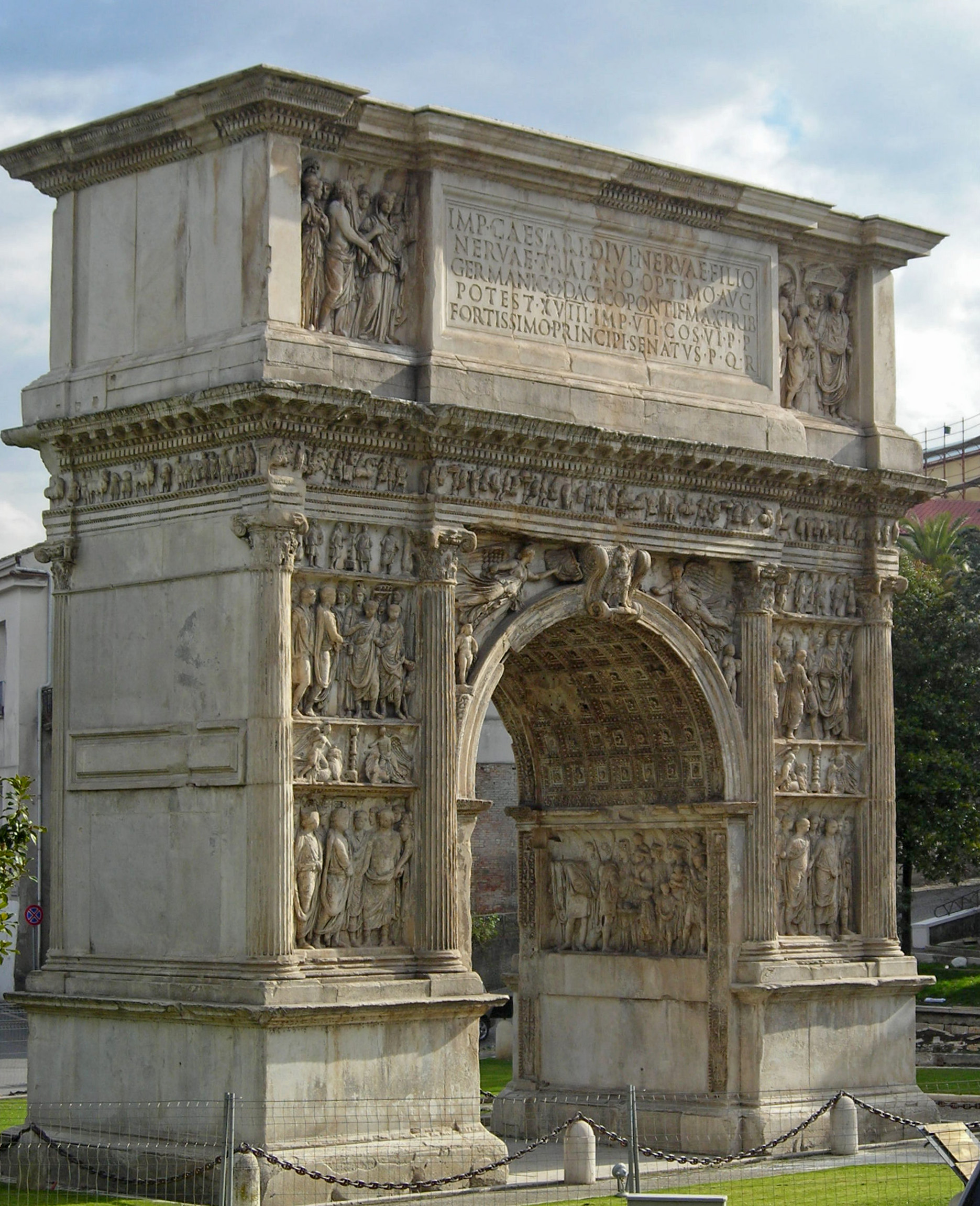
L'Arco di Traiano di Benevento.

Fra il 108 e il 110 d.C., pensando anche al miglioramento delle comunicazioni terrestri, Traiano curò un nuovo tragitto per la via Appia che partiva dall'arco di Benevento e giungeva al porto di Brindisi. L'opera sfruttò un preesistente tracciato di età repubblicana, la via Minucia.
Inoltre, per rendere più agevole il passaggio dell'Appia attraverso l'estrema appendice dei Monti Ausoni che all'epoca di Traiano venne eseguito il taglio del Pisco Montano, enorme sperone calcareo separato dalla massa del Monte Sant'Angelo che tuttora sovrasta la via Appia costituendo un aspetto caratteristico del paesaggio tra il mare e la montagna.

###### Foro di Traiano e Colonna Traiana a Roma

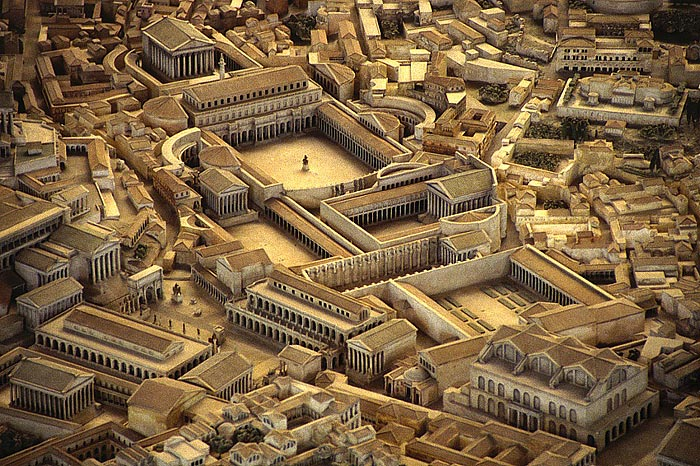
Il complesso del Foro di Traiano nel cuore dell'Urbe.

A Roma rinnovò il centro cittadino con la costruzione di un immenso foro e di edifici in laterizio a esso contigui, destinati alla pubblica amministrazione, che si appoggiavano al taglio delle pendici del Quirinale e della sella montuosa tra esso e il Campidoglio. Lo straordinario complesso del foro Traianeo, inaugurato nel 113, risolse i problemi di congestione e sovraffollamento dell'area nel centro della città antica attorno alla Via Sacra.
Le dimensioni straordinarie dell'opera (anche questa supervisionata da Apollodoro di Damasco) erano tali da emulare in grandezza quella di tutti gli altri fori messi insieme. Oltre alla pubblica Basilica Ulpia, la piazza, i colonnati, gli uffici, le biblioteche, e il tempio del divo Traiano, eresse nel suo foro la Colonna Traiana come celebrazione delle sue conquiste militari nella campagna di Dacia, ancora oggi uno dei simboli dell'eternità di Roma. Alta 30 metri circa e larga 4, in origine colorata, all'interno una scala a chiocciola porta sulla cima. All'esterno si avvolge a spirale sulla colonna un fregio di 200 metri largo 1 con scolpite più di 2 000 figure in bassorilievo. La colonna era sormontata da una statua dell'imperatore (sostituita nel 1588 da una di san Pietro).

###### Nuovo acquedotto a Roma
A Traiano si deve la costruzione di un altro acquedotto che aumentava ulteriormente la portata dei rifornimenti idrici in Roma, che erano già abbondantemente assicurati dagli acquedotti costruiti in precedenza e soprattutto da quello noto come Anio Novus (costruito sotto Claudio). I lavori iniziarono nel 109, la struttura avrebbe dovuto raccogliere le acque delle sorgenti sui monti Sabatini, presso il lago di Bracciano (lacus Sabatinus). La lunghezza complessiva era di circa 57 km e la portata giornaliera di circa 2.848 quinarie, pari a poco più di 118.000 m³. Raggiungeva la città con un percorso in gran parte sotterraneo lungo le vie Clodia e Trionfale e poi su arcate lungo la via Aurelia. Arrivava a Roma sul colle Gianicolo, sulla riva destra del fiume Tevere.

###### Altre opere
L'estensione della rete idrica fu incentivata non solo a Roma, ma anche in Dalmazia, nella natia Spagna e in oriente, cioè laddove i climi aridi richiedevano maggiori approvvigionamenti idrici.
A Roma Traiano fece ampliare i canali sotterranei e i cunicoli della Cloaca Massima per il deflusso più efficiente delle acque piovane e delle acque reflue che venivano scaricate nel Tevere. Quest'ultimo poi venne rinforzato con argini e canali lungo tutto il suo perimetro più a rischio in modo da evitare straripamenti da parte del fiume della Città. Per lo svago e il piacere della plebe Traiano fece eseguire alcuni dei lavori che danno a Roma l'aspetto che grossomodo hanno tutti nell'immaginario comune della Città. Fece ricostruire e ampliare definitivamente il Circo Massimo del quale i primi tre anelli alla base della struttura furono eretti con calcestruzzo e rivestiti da mattoni e marmi, solo l'anello superiore rimase in legno; la struttura divenne sicura e antincendio, favorendo la costruzione di botteghe e negozi ai suoi lati. Sul colle Oppio fece erigere delle grandiose terme sui resti della Domus Aurea di Nerone; si accedeva da un grande propileo che immetteva direttamente alla natatio, la piscina a cielo aperto. Sulla riva destra del Tevere dove sorge l'attuale Castel Sant'Angelo fece realizzare un'area per le naumachie (riproduzione di battaglie navali). Gli sforzi edilizi dell'imperatore non si concentrarono solo sulla Capitale, ma su tutto l'impero.
Attuò una serie di bonifiche nell'Agro Pontino nella regione delle Paludi Pontine; vennero così strappati numerosi terreni agli acquitrini.
In Egitto collegò il Nilo al Mar Rosso con un grande canale (fiume Traiano). Fondò molte colonie per l'Impero. In Dacia (dopo averla sottomessa) favorì la colonizzazione e la fondazione di nuove colonie che romanizzarono rapidamente la provincia. La Colonia Ulpia Traiana sorse sulle ceneri della barbara Sarmizegetusa Regia. Fece costruire molti ponti, tra i più famosi ricordiamo quello sul Tago nei pressi della città spagnola di Alcantara e, il più lungo, sul Danubio presso Drobeta, costruito in occasione della campagna di Dacia (1.135 m); costruito con il duplice intento di garantire una via di rifornimento per le legioni che avanzavano e di terrorizzare e scoraggiare i nemici di fronte a una simile dimostrazione di superiorità tecnologica, logistica e militare.

##### Politica religiosa
Traiano fu molto tollerante in materia religiosa, però, come la maggior parte dei romani considerava alcuni culti come sovversivi, come per esempio il cristianesimo. Tuttavia egli cercò di limitare e di evitare eccessi di repressione. Delle persecuzioni all'epoca di Traiano ci restano alcuni documenti molto importanti. Il primo è una lettera inviata all'imperatore da Plinio il Giovane quando quest'ultimo, intorno al 110, era legato nella provincia della Bitinia. Plinio descrive la linea seguita fino ad allora con i cristiani e le accuse loro rivolte, ma chiede ulteriori chiarimenti su come comportarsi con loro. Nella lettera si trova il giudizio negativo contro la religione cristiana largamente diffuso nella cerchia imperiale e intellettuale dell'epoca, e condiviso dallo stesso Plinio: “nihil aliud quam superstitionem” ("null'altro che superstizione").
Il secondo documento è il rescritto, cioè la risposta ufficiale, in cui l'imperatore detta le modalità per trattare la questione cristiana che sarebbero rimaste valide per quasi 140 anni: nessuna ricerca attiva dei cristiani, ma, in caso di denuncia, essi dovevano essere condannati solo qualora avessero rifiutato di fare sacrifici agli dèi (solitamente gettando grani d'incenso davanti alla statua dell'imperatore, un gesto più politico che religioso, o abiurando; Traiano invece prescrisse solo una semplice offerta alla statua di una divinità); le denunce anonime andavano respinte.
La corrispondenza fornisce alcune interessanti notizie: a parte la condivisione dell'opinione comune, Plinio non sapeva quasi nulla sui Cristiani, e tantomeno sui loro presunti delitti, sulle pene da infliggere e sulle norme e procedure da applicare nei loro confronti; da ciò si può dedurre che all'epoca non esistevano leggi o decreti anticristiani, che anche gli imperatori non avevano mai preso ufficialmente posizione contro di loro e che nessun processo celebrato contro i cristiani aveva avuto così tanta rilevanza da potere costituire un precedente utile per un magistrato di Roma. La risposta di Traiano, d'altra parte, dalla quale traspare la difficoltà a stabilire una regola, sembra più attenta alla protezione degli innocenti che all'assoluzione dei colpevoli: colpire i rei, ma astenersi dal ricercarli, né procedere in base a denunce, soprattutto se anonime, e richiedere la semplice prova del sacrificio agli dèi.

#### Politica estera

##### Primi anni: ispezioni lungo le frontiere settentrionali (98 - 99)

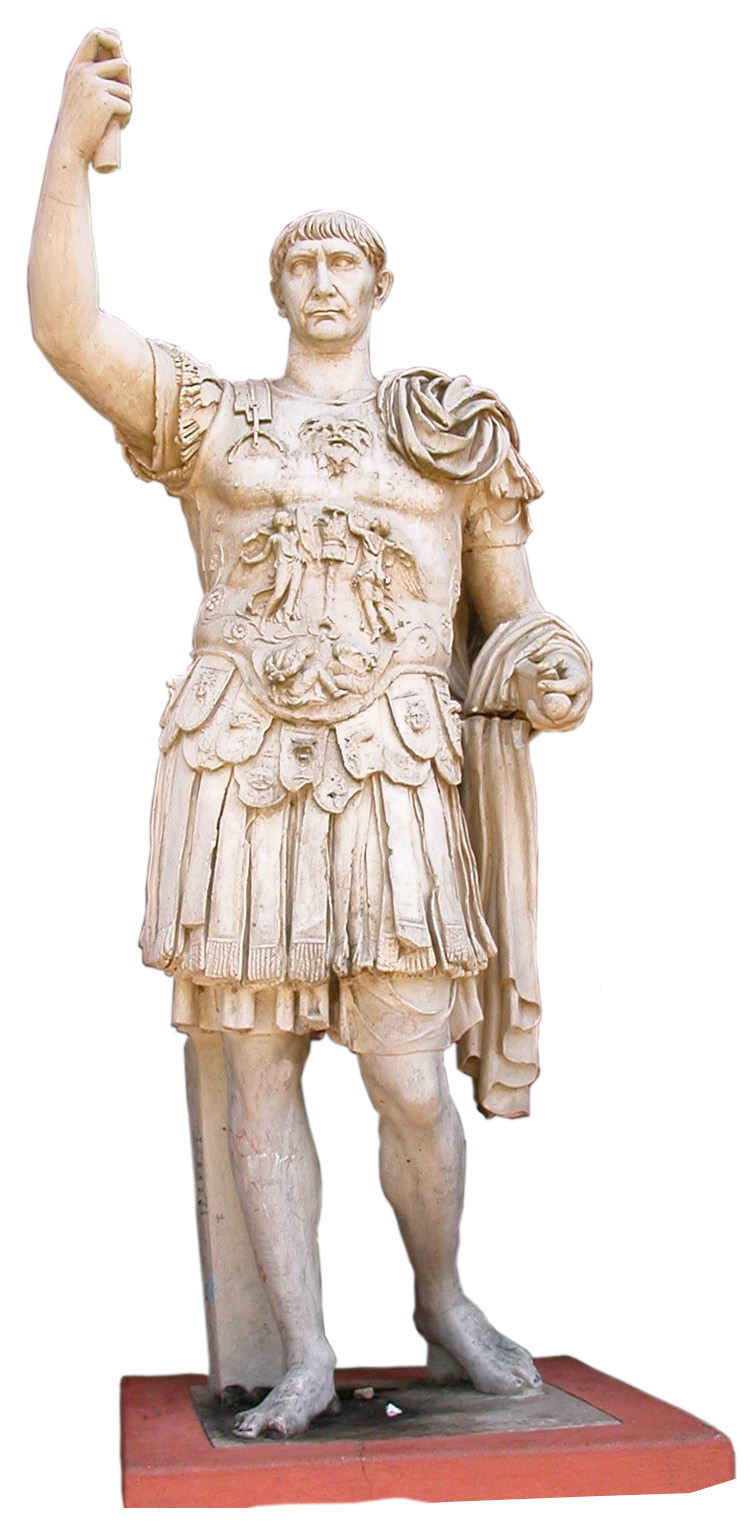
Traiano in armatura da parata da Castra Vetera in Germania Inferiore

Nonostante la morte del suo predecessore Traiano rimase in Germania e non fece ritorno a Roma per almeno due anni. Una così lunga assenza del princeps da Roma apparve come insolita, tanto che molti pensavano fosse imminente una guerra contro i Germani. Traiano nominò a succedergli nella provincia della Germania Superiore, Lucio Giulio Urso Serviano e affidò la Germania Inferiore a Lucio Licinio Sura, due uomini di fiducia che nel tempo diventarono due pilastri del nuovo principato.
Traiano passò quindi il resto del 98 a ispezionare le frontiere imperiali settentrionali lungo il Reno e il Danubio. I primi anni di regno lo videro consolidare la pace lungo le frontiere settentrionali, a contatto principalmente con le popolazioni germaniche. Il territorio lungo i confini imperiali era tracciato con la costruzione di strade militari lungo la riva destra del Reno che permettessero lo sviluppo di queste province e l'ampliamento delle zone di difesa. Fu così completata una strada che conduceva da Magonza a Baden-Baden, fino a Offenburg sul Reno, e un'altra che collegava Magonza a Colonia e a Nimega.
Durante l'inverno del 98/99 Traiano ispezionò le province danubiane e prese misure per espandere e consolidare le difese di confine, proseguendo così la politica di Domiziano. Fu proprio in questo periodo che si deve la costruzione del limes tra il fiume Neckar e l'Odenwald. Questa sua ispezione permise a Traiano di garantirsi la fedeltà delle truppe di frontiera e provinciali, poiché il suo vero scopo era di prepararsi con cura alla guerra contro i Daci sebbene nessuna delle fonti antiche possa confermare ciò.

##### La conquista della Dacia (101-106)
Nonostante la grande attività in campo edilizio e le numerose riforme politico-economiche Traiano è maggiormente conosciuto per le sue imprese militari. La pace stipulata tra Domiziano e Decebalo nell'89 al termine della prima guerra dacica, con il pagamento di un sussidio e l'aiuto di ingegneri romani, rappresentò una situazione umiliante e disonorevole per l'Impero romano. Il riconoscimento di un solo re tra i Daci, che aveva visto riunire sotto Decebalo tutte le tribù dell'area carpatica, aveva creato una situazione strategico-militare assai precaria a nord dell'area medio-basso danubiana romana. Vi era infine una forte motivazione economica, in quanto il controllo delle miniere d'argento e d'oro della Dacia costituiva un obiettivo di primaria importanza. Traiano che aveva bisogno anche di una grande impresa militare che legittimasse la sua ascesa alla porpora imperiale e ne aumentasse il prestigio politico a Roma, decise di prepararsi alla guerra e alla conquista della Dacia.
L'occupazione delle montagne della Dacia avrebbero portato alla disorganizzazione e quindi all'indebolimento di tutte le popolazioni del bacino dei Carpazi, consentendo così uno sviluppo pacifico delle province romane di confine della Mesia e della Tracia. I ricchi giacimenti di oro e vari minerali in Dacia erano forse un argomento ulteriore ai fini della conquista di questa regione. Ma questo aspetto non dovrebbe essere sopravvalutato: sembra che non fosse l'obbiettivo principale di Traiano. Egli infatti considerava per prima cosa di dovere punire prima di tutto Decebalo, il re dei Daci, il vero responsabile dei disastri delle campagne militari di Domiziano nell'85 e 86.

###### Prima guerra (101-102)

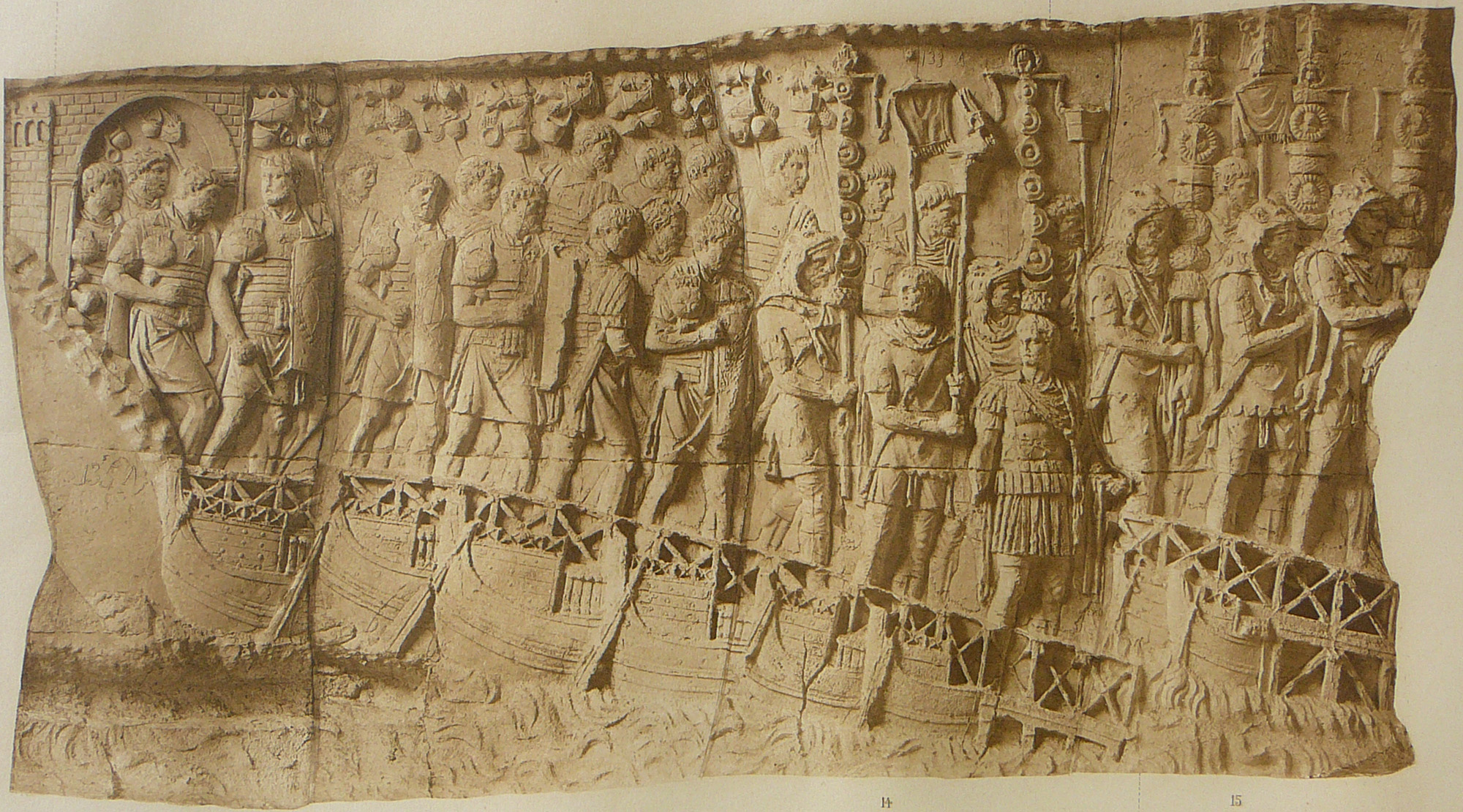
L'esercito romano passa il Danubio su due differenti ponti di barche, a simboleggiare una penetrazione in territorio nemico, lungo almeno due colonne di marcia (da Viminacium/Lederata e Singidunum in direzione Tibiscum).

Il 25 marzo del 101 Traiano lasciò Roma alla testa della guardia pretoriana, accompagnato dal prefetto del pretorio Tiberio Claudio Liviano oltre a un certo numero di comites tra i quali il suo fidato braccio destro, Lucio Licinio Sura, Quinto Sosio Senecione, Lusio Quieto, Gneo Pompeo Longino e il futuro imperatore, Publio Elio Adriano, e si diresse verso la provincia della Mesia Superiore. Per sostenere la spedizione, Traiano nominò dei nuovi governatori per le province limitrofe: Gaio Cilnio Proculo nella Mesia superiore, Manio Laberio Massimo nella Mesia inferiore e Lucio Giulio Urso Serviano in Pannonia. Egli riuscì quindi a riunire un'armata composta dalle legioni danubiane oltre a truppe ausiliarie e vexillationes di altre legioni provenienti da numerose province romane di tutto l'impero. In totale si trattava di una forza complessiva di 150.000 armati per Roma, 75/80.000 dei quali erano legionari e 70/75.000 ausiliari.

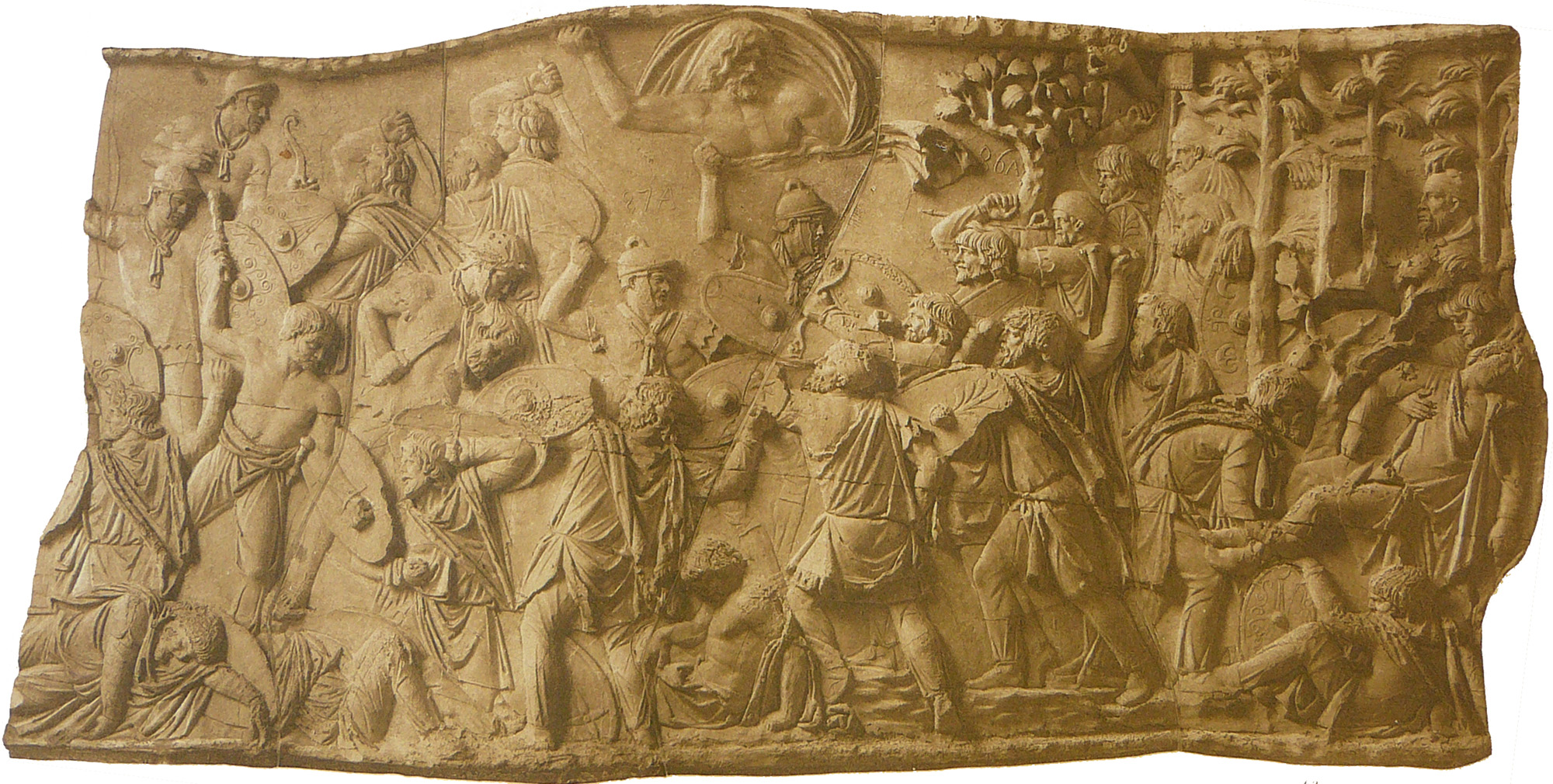
La battaglia di Tapae sui rilievi della colonna Traiana.

Dopo avere attraversato il Danubio l'esercito romano avanzò in territorio dacico senza incontrare particolari resistenze. I Daci speravano di costringere i Romani ad abbandonare le loro linee di comunicazione e di approvvigionamento, isolandoli tra le montagne. Fu così che fino a Tapae, unica battaglia di questa prima campagna, Decebalo aveva volutamente evitato qualsiasi scontro armato di rilievo. Fu in questa località che l'esercito romano si scontrò con l'armata dei Daci, nella omonima battaglia, peraltro rappresentata sui rilievi della colonna. Anche se questo scontro non fu risolutivo, sebbene sia stato favorevole ai Romani, permise ai Daci di ritirarsi nelle fortezze dei monti Orăștie, bloccando così la strada per Sarmizegetusa Regia. L'arrivo dell'inverno segnò poi la fine delle attività militari. Traiano svernò le sue truppe in territorio nemico e stabilì guarnigioni attorno a Sarmizegetusa, impedendone gli approvvigionamenti. Come ricompensa per i servizi prestati durante il primo anno di guerra, Lucio Licinio Sura e Lucio Giulio Urso Serviano tornarono a Roma per ottenere il consolato eponimo. Quinto Sosio Senecione rimpiazzò invece Gaio Cilnio Proculo in Mesia superiore.

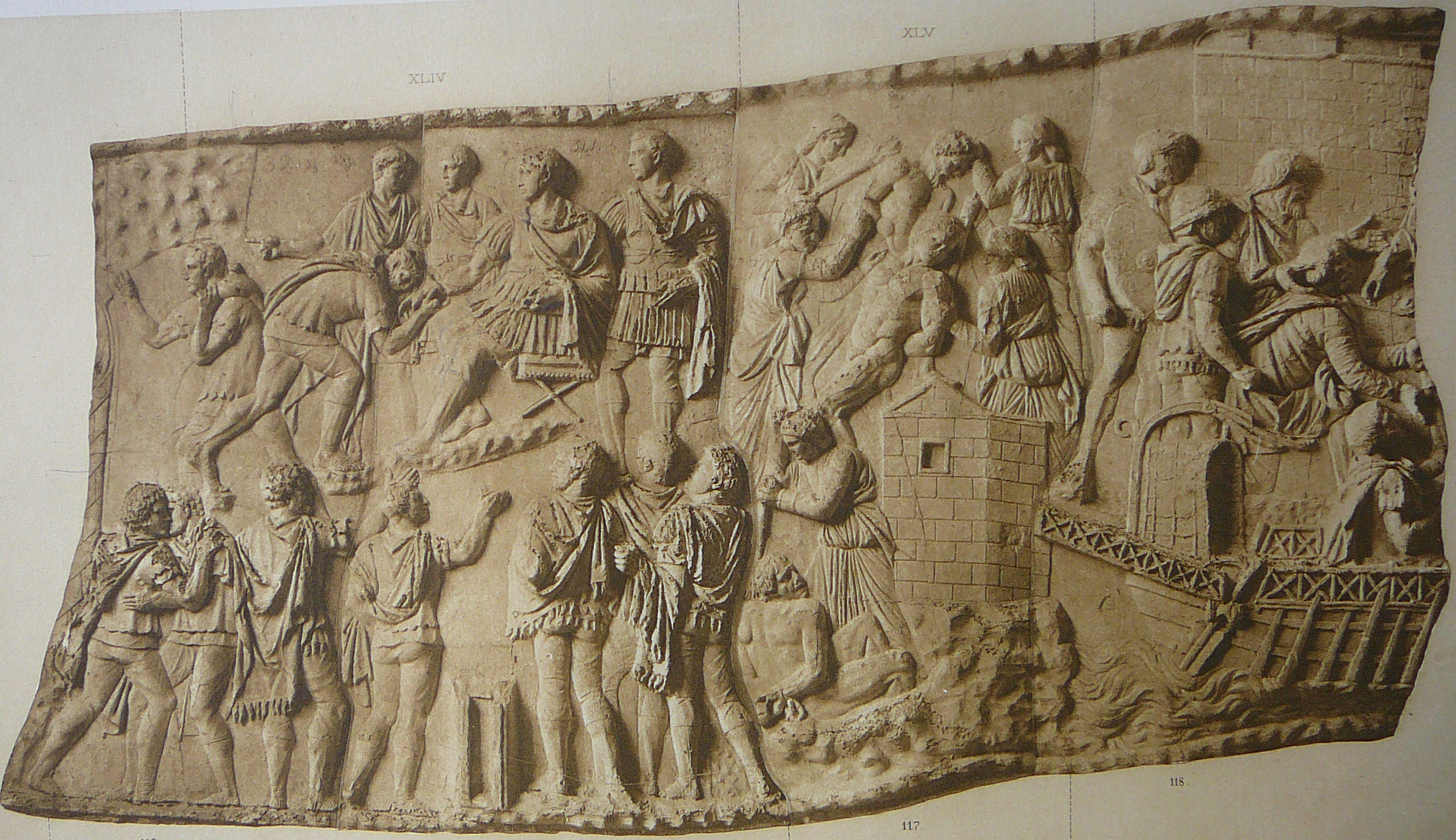
La Battaglia di Adamclisi sui rilievi della colonna Traiana.

Nel corso dell'inverno del 101/102 Decebalo, circondato a ovest dalle legioni romane, decise di passare all'offensiva aprendo un nuovo fronte per dividere le forze romane e liberare Sarmizegetusa. Il re decise allora di attaccare la Mesia inferiore, sostenuto anche dai Sarmati Roxolani (mentre Traiano in questa prima campagna fu sostenuto dai, Sarmati Iazigi). I due eserciti, dace e sarmata, attraversarono il Danubio, riuscendo a ottenere un primo successo contro l'esercito romano che presidiava quel tratto di limes. Il comandante in capo, Manio Laberio Massimo, governatore della provincia, riuscì comunque a contenere la loro avanzata. Traiano affidò le fortezze dacie dei monti Orăștie a una guarnigione sufficiente a contenere le sortite nemiche, e poté intervenire rapidamente, grazie alle strade appena costruite e alla Classis Moesica. Le forze dace e rossolane furono fermate, forse una dopo l'altra, nel luogo dove lo stesso imperatore fonderà la città di Nicopolis ad Istrum in ricordo della vittoria conseguita, forse dopo avere assediato invano la fortezza legionaria di Novae. I Daci furono quindi pesantemente battuti nella battaglia di Adamclisi, in Dobrugia.

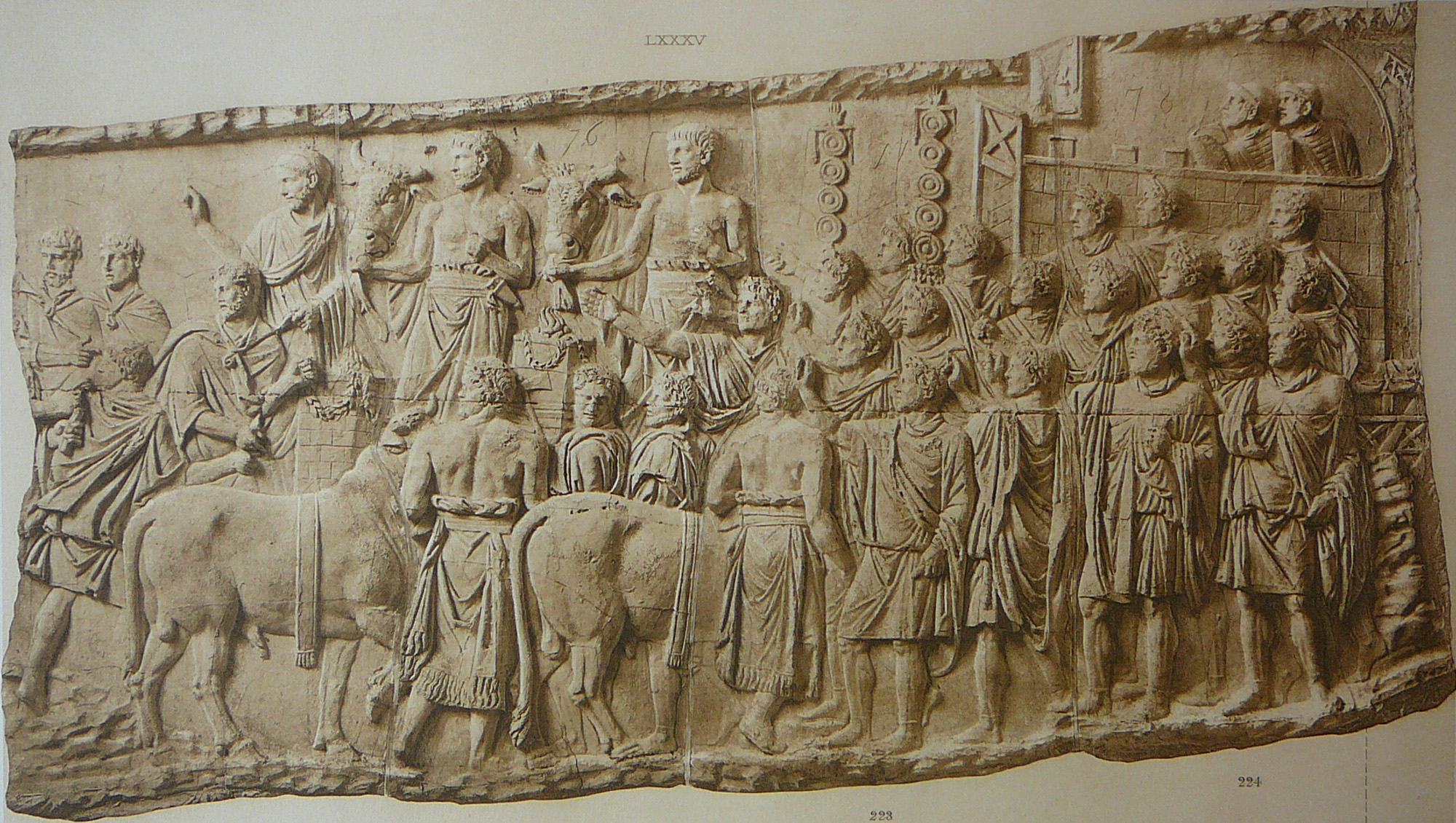
La sottomissione di Decebalo, che si inginocchia di fronte a Traiano, sui rilievi della colonna Traiana.

Con il mese di marzo del 102 Traiano riprese l'offensiva, avanzando verso il cuore del regno dacico, lungo più fronti di marcia. La prima colonna attraversò il Danubio nei pressi del limes Oescus-Novae e continuò lungo la vallata del fiume Alutus, fino a raggiungere il passo sufficientemente ampio e accessibile di Turnu Roșu. Le altre due colonne avanzarono lungo due percorsi paralleli, mentre il punto di congiungimento delle tre armate era situato a una ventina di chilometri a nord-ovest di Sarmizegetusa, in modo da attaccare la capitale dace alle spalle. Decebalo, indebolito in seguito alla sconfitta subita ad Adamclisi e destabilizzato dall'avanzata simultanea dell'esercito romano su tre fronti in un ampio movimento a tenaglia, vedendo le fortezze daciche cadere una a una, mentre il nemico si avvicinava alla capitale, decise di negoziare una prima volta la pace senza successo, tanto che la guerra riprese più cruenta di prima. Alla fine però il re dace fu costretto ad arrendersi, per evitare il massacro della popolazione presente nella sua capitale. Traiano, dopo essersi accampato a pochi chilometri dalla capitale, Sarmizegetusa Regia, accettò la resa. Le condizioni di pace imposte da Traiano segnarono la fine della prima guerra dacica. Nonostante i successi, fu chiaro che la vittoria romana non fu totale, a causa dell'indebolimento delle truppe imperiali che impedirono a Traiano di concludere in modo definitivo la guerra facendo della Dacia una provincia romana. Nonostante le condizioni di pace furono molto dure, Decebalo mantenne il suo potere e l'unità del suo regno, così come la maggior parte del suo territorio. Non sappiamo se l'obiettivo di Traiano fosse di cercare di trasformare il regno dacico in uno stato cliente o se stesse già pensando a una seconda campagna decisiva. Poco dopo, alla fine del mese di dicembre del 102, Traiano partì per Roma, dove celebrò il meritato trionfo e gli fu conferito il titolo vittorioso di Dacicus.

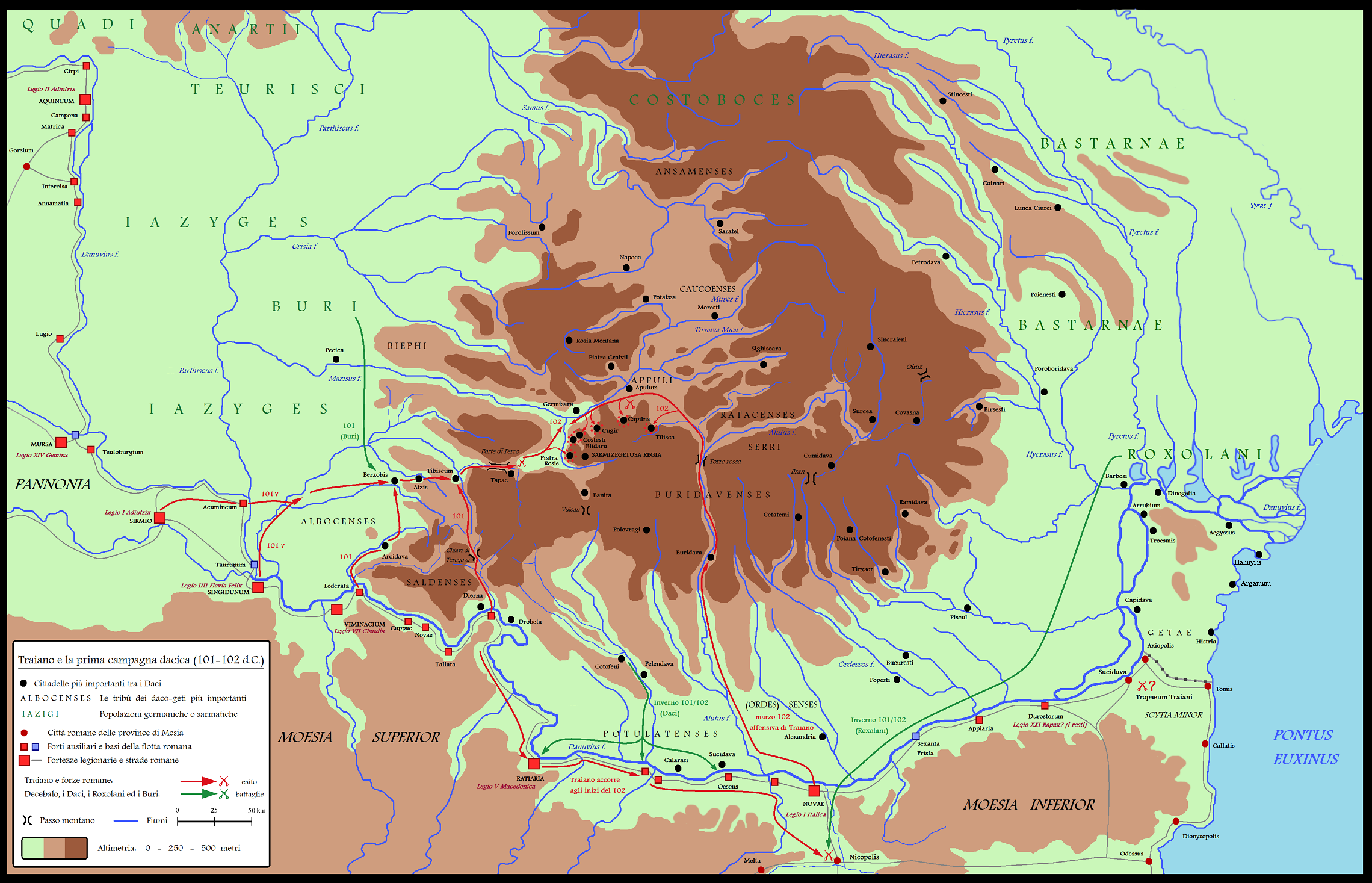
La prima campagna in Dacia di Traiano del 101 e 102 che portò le armate romane a scontrarsi con il potente regno dei Daci di Decebalo

###### Tra le due guerre

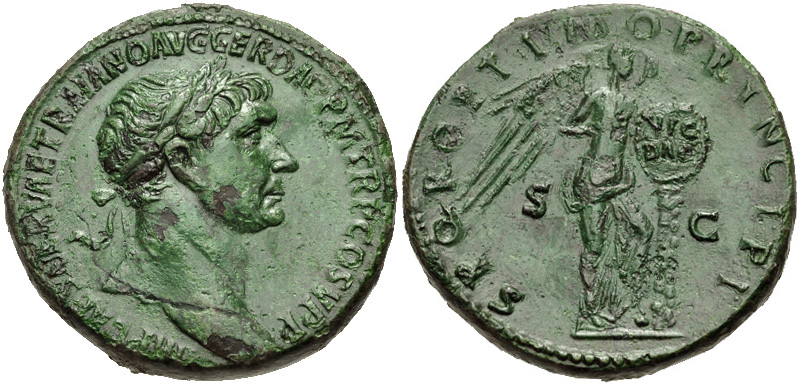
Sesterzio del 103, con la scritta DAC(icus).

Come risultato di questo primo trattato i Romani fortificano le loro posizioni nei territori occupati. Un altro risultato importante fu la costruzione di un imponente ponte sul Danubio, lungo ben 1.135 metri, che metteva in comunicazione Kladovo (in Serbia) a Drobeta (in Romania), posto sotto la direzione di Apollodoro di Damasco, tra il 103 e il 105, un capolavoro dell'architettura antica. Esso facilitava anche il collegamento tra Sirmium nella Pannonia inferiore alla nuova regione appena annessa del Banato. Traiano lo utilizzò anche per proteggere il medio Danubio da possibili alleanze dei Daci con Marcomanni, Quadi e Iazigi.
Decebalo nel frattempo decise di ricostruire le antiche fortezze distrutte e le fortificazioni intorno alla capitale, di costituire un nuovo esercito, cercando anche nuove alleanze militari.

###### Seconda guerra (105-106)

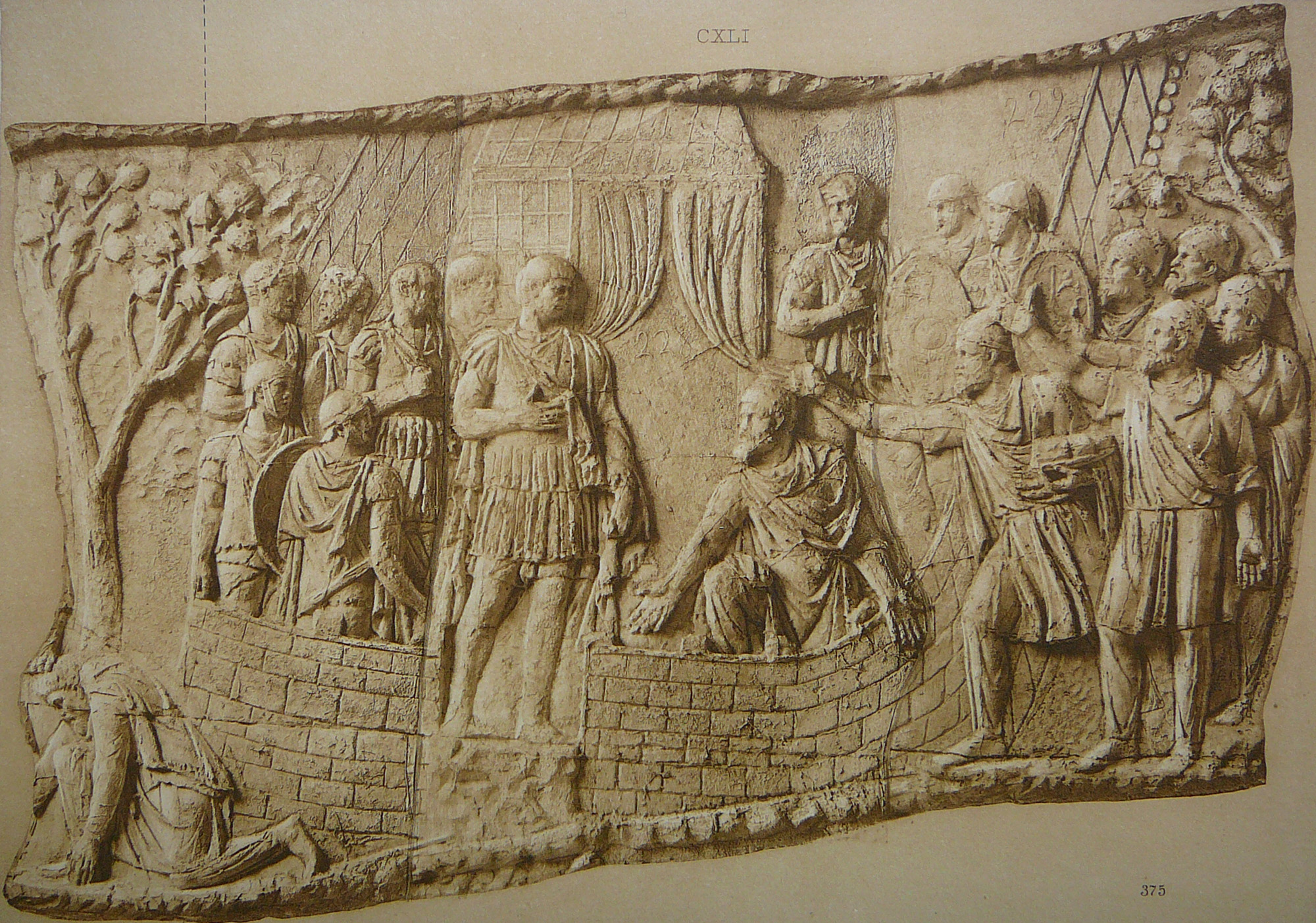
Sottomissione dei daci a Traiano, rilievo 103 dalla Colonna Traiana

Nel 105 i Romani subirono un nuovo attacco da parte dei Daci, tanto che Decebalo riuscì a riprendere il controllo del Banato, che era stato occupato dei Romani, per poi attaccare le Mesia. Il fatto che Decebalo non avesse voluto rispettare alcuna condizione di pace, rese legittima da parte di Traiano la ripresa delle ostilità. Il senato romano dichiarò, quindi, guerra per la seconda volta al regno dei Daci.
Traiano partì per la Dacia il 4 giugno del 105. Questa volta riunì un esercito ancora più grande di quello della prima guerra, composta da quattordici legioni e numerose unità ausiliarie, incluse due nuove legioni: la II Traiana Fortis e la XXX Ulpia Victrix. Si trattava di una forza militare complessiva di 175-200.000 soldati schierati dall'Impero, metà dei quali erano legionari e metà ausiliari. Si trattava della metà dell'intera forza imperiale. Lucio Licinio Sura accompagnò l'imperatore come consigliere, così come Lusio Quieto e i suoi cavalieri mauri, oltre ad altri abili generali come Quinto Sosio Senecione e Gaio Giulio Quadrato Basso.
L'imperatore, una volta giunto sulla riva del Danubio, si trovò a dovere affrontare una situazione difficile. Le incursioni dei Daci avevano devastato la provincia della Mesia inferiore. Secondo i rilievi della Colonna di Traiano Decebalo era riuscito persino a impossessarsi di numerosi forti ausiliari. Molti forti romani in Valacchia erano stati infatti occupati o assediati dai Daci, proprio come quelli costruiti lungo il Danubio. Il lavoro di riconquista da parte di Roma durò almeno per tutta l'estate del 105, tanto da costringere Traiano a rinviare l'invasione della Dacia all'anno successivo. L'imperatore decise, quindi, di rinforzare il contingente di truppe del governatore della Bassa Mesia, Lucio Fabio Giusto, dopo avere respinto le forze dei Daci.

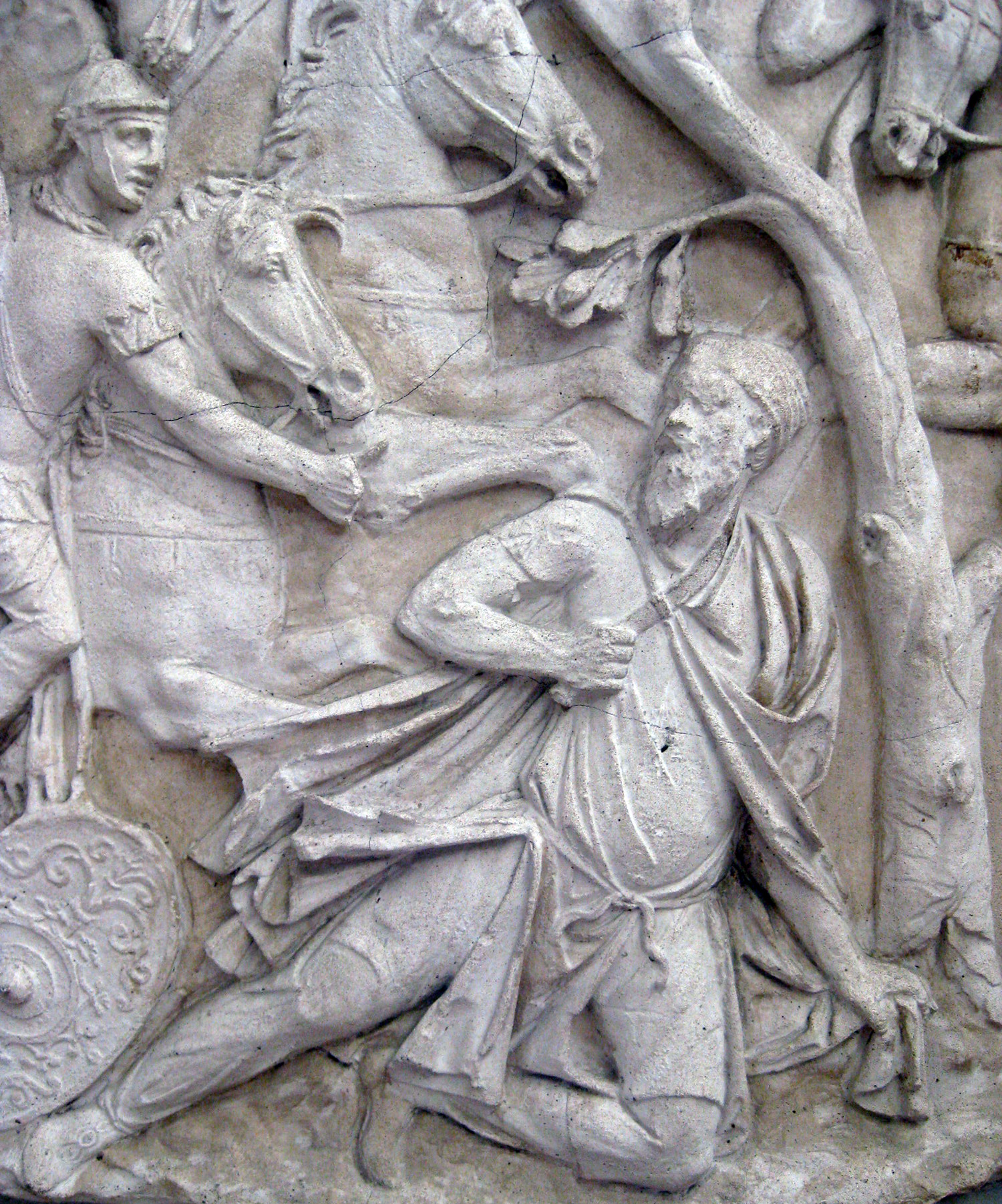
Il suicidio di Decebalo rappresentato sulla colonna Traiana.

Per l'anno 106 Traiano riunì la sua armata e passò il Danubio attraverso il grande ponte di Drobeta. Gli alleati di Decebalo, i Buri, i Roxolani e i Bastarni, all'annuncio dei preparativi bellici da parte di Traiano, abbandonarono il re dace, il quale a sua volta fu attaccato dai Romani su più fronti. Egli oppose però una resistenza disperata e feroce che portò a numerose vittime. Decebalo, rifiutandosi di arrendersi, fu costretto ad abbandonare Sarmizegetusa. Alla fine, dopo un lungo e sanguinoso assedio, la capitale dei Daci fu conquistata dagli eserciti romani che si erano riuniti sotto le sue mura alla fine di quell'estate. Tutte le fortezze dacie dei monti Orăștie caddero una dopo l'altra. Traiano questa volta preferì non concedere condizioni di pace simili alla volta precedente. Era necessaria una sottomissione totale della Dacia. Andavano pertanto costruite strade e forti permanenti per isolare il nemico senza concedergli alcun vantaggio. Decebalo allora si decise a cercare un rifugio verso nord, sulle montagne dei Carpazi, ma, una volta circondato, si suicidò. Fu la fine della guerra. Per diversi mesi l'esercito romano rimase ancora impegnato in atti di repressione che cercarono di calmare le rivolte della popolazione locale, mentre la monetazione di quest'anno celebrò la Dacia capta.

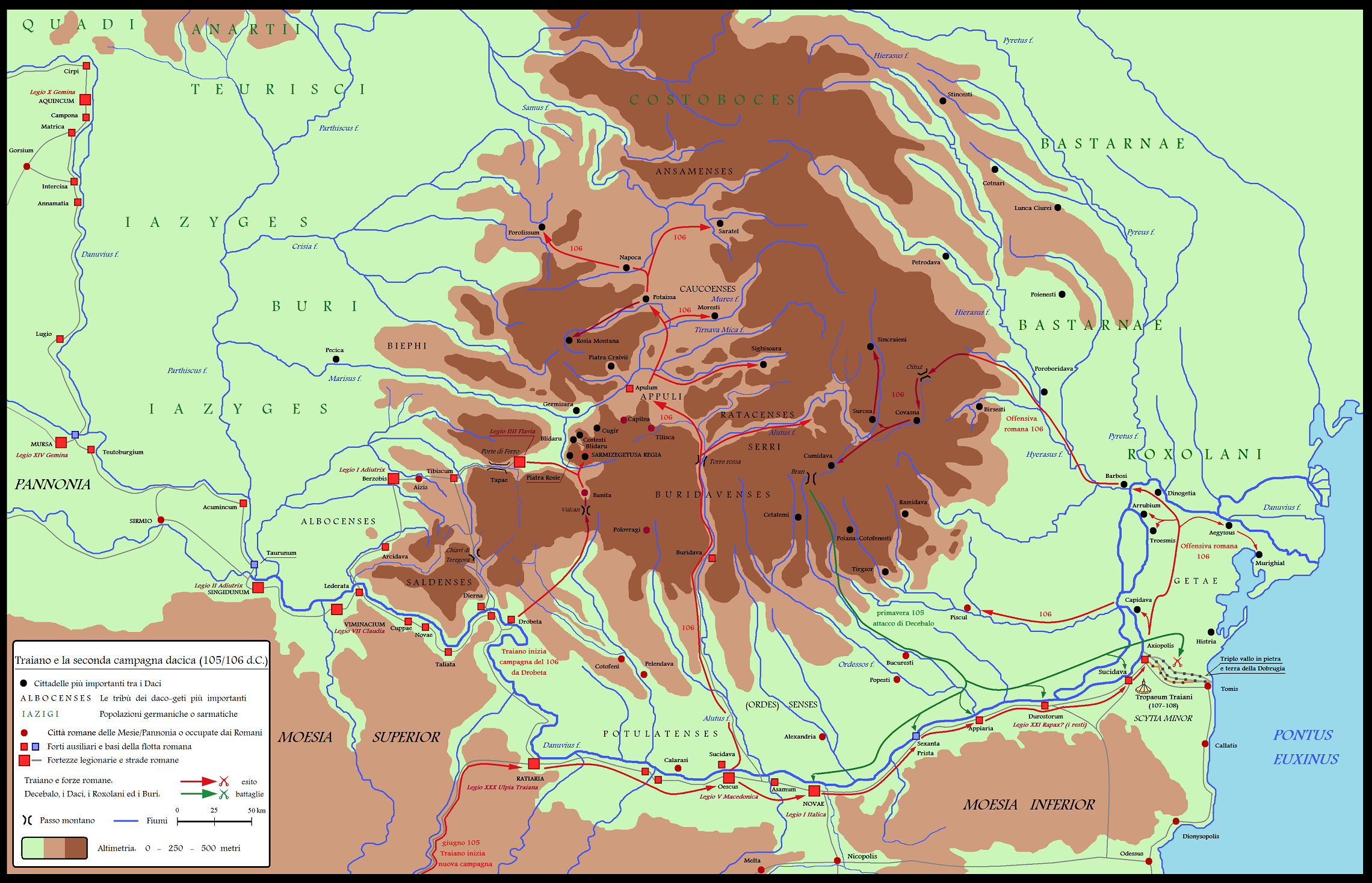
La seconda campagna in Dacia di Traiano del 105 e 106 che portò alla definitiva sottomissione delle sue genti e alla creazione della provincia romana.

###### Annessione della Dacia

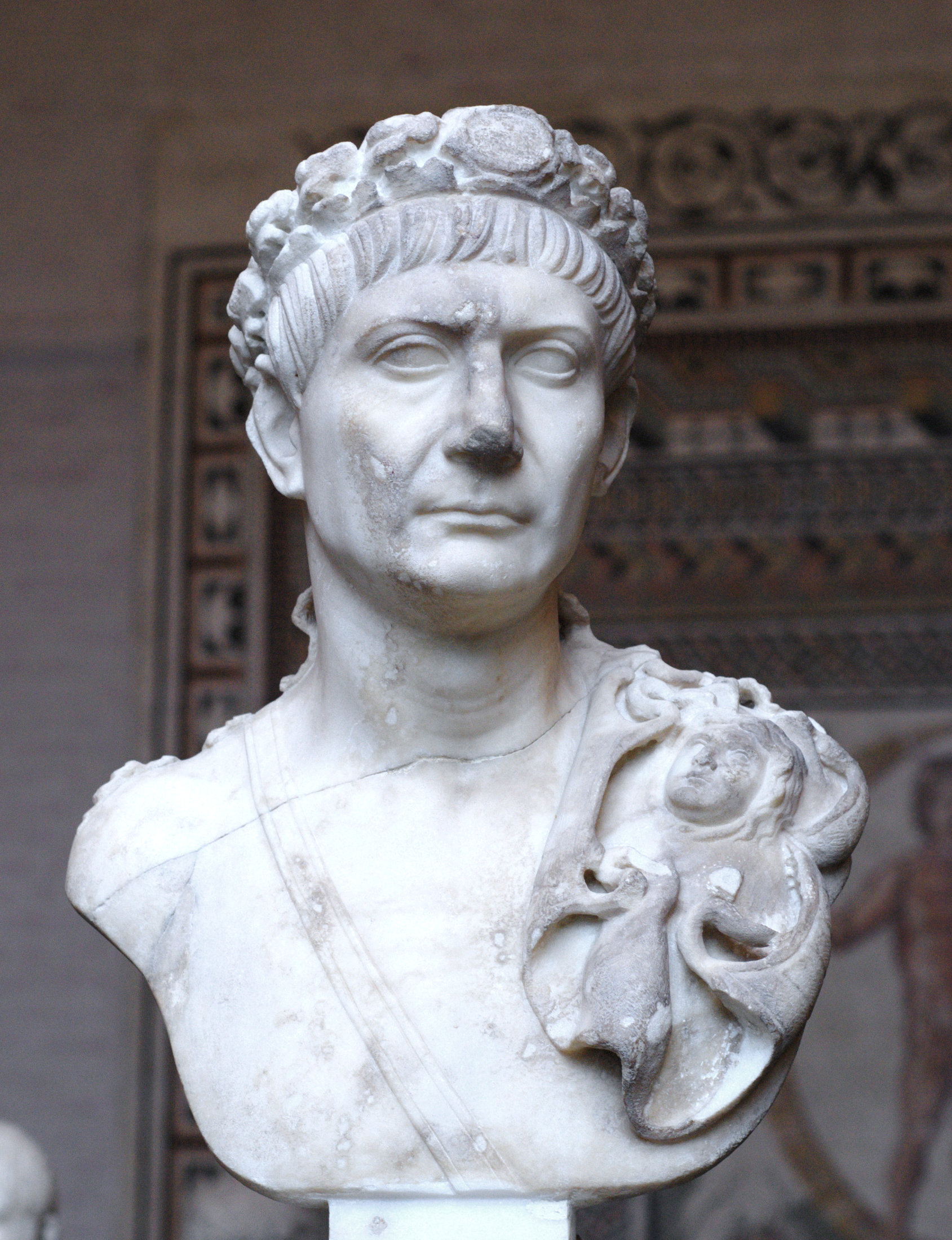
Busto di Traiano con la corona civica, una cintura per la spada e un diadema attributo a Giove, simbolo del potere divino (Glyptothek di Monaco di Baviera).

Il cuore del regno di Dacia, Oltenia e Banato, venne trasformato nella nuova provincia romana della Dacia, che ebbe come confini l'arco dei Carpazi, la Transilvania e i massicci occidentali. Il regno di Dacia non scomparve completamente, alcune regioni rimasero libere. La città di nuova fondazione di Colonia Ulpia Traiana Augusta Sarmizegetusa Dacica divenne la capitale della nuova provincia. Venne quindi collegata con veloci vie di comunicazione a Apulum e Porolissum, dove furono collocate importanti guarnigioni romane. Una grande parte delle pianure della Valacchia e della Moldavia furono annesse alla provincia di Mesia inferiore, che venne ampliata. La creazione della provincia di Dacia nel 106 fu molto probabilmente accompagnata dalla riorganizzazione militare dell'intero corso del Danubio. Fu in questa circostanza che la vicina provincia di Pannonia fu divisa in due: da un lato la Pannonia superiore e dall'altro la Pannonia inferiore.
Recentemente le scoperte archeologiche hanno messo in dubbio il mito dello sterminio, della deportazione o dell'esilio dei Daci da parte dei Romani. Tuttavia, non possiamo negare i significativi sconvolgimenti demografici che ebbero luogo. Anche se gran parte della popolazione e dell'aristocrazia dacica alla fine abbandonò Decebalo, quest'ultima venne comunque eliminata. Le popolazioni delle città daciche nel cuore del regno, dalla regione montuosa, difficile da controllare, furono trasferite verso le regioni pianeggianti. Le città furono distrutte e i Romani fondarono invece molti piccoli insediamenti in cui trasferirono numerosi coloni delle province limitrofe. Allo stesso modo tutte le residenze reali furono distrutte. Il fenomeno più impressionante fu la quasi completa scomparsa della vecchia religione dei Daci. Secondo Critone, il medico di Traiano, furono fatti 500 000 prigionieri di guerra e condotti a Roma per partecipare agli spettacoli dati durante la celebrazione del trionfo di Traiano, anche se questa cifra sembra sia esagerata e gonfiata di dieci volte. Una grande proporzione di uomini che erano ancora idonei al lavoro e che non erano stati fatti prigionieri, furono arruolati nell'esercito romano, una procedura che consentì di ridurre il rischio di rivolte e di aumentare il numero degli effettivi.
L'annessione del regno dacico potrebbe essere sembrata precipitosa e contraria alle abitudini romane che tradizionalmente la precedevano con l'istituzione prima di un regno cliente e poi di una provincia. Potrebbe essere stato quindi necessario stabilizzare il confine a nord del medio-basso corso del Danubio il più rapidamente possibile, di fronte alla minaccia barbarica. O forse più semplicemente Traiano volle prendere rapidamente il controllo delle ricche miniere d'oro e d'argento che questo territorio aveva in dote, oltre all'immenso tesoro che il regno aveva accumulato nei secoli precedenti. Questa nuova provincia portò all'imperatore importanti risorse che si esaurirono rapidamente sia nella preparazione delle future campagne partiche degli anni 114-117 ma soprattutto nelle grandiose costruzioni che celebrarono la vittoria del princeps come il Foro di Traiano a Roma sotto la direzione di Apollodoro di Damasco, l'arco di trionfo a Benevento, quello di Ancona, o il Tropaeum Traiani eretto ad Adamclisi nel 109. Su alcuni di questi monumenti appare infatti la scritta ex manubiis che letteralmente significava che erano stati finanziati "grazie al bottino di guerra" dei Daci. All'interno poi del grande foro di Traiano fu eretta la famosa colonna, sulla quale si trova un fregio lungo 200 metri e che racconta le imprese militari dell'esercito romano durante la conquista della Dacia da parte del loro imperatore e dei suoi generali. La Dacia fu una delle ultime province annesse all'Impero romano e fu una delle prime a essere abbandonata, abbandono che iniziò già nel 256, dopo soli 150 anni dalla costituzione, e si concluse nel 271. Nonostante fosse stata una delle ultime terre conquistate dall'Impero romano ebbe un processo di "romanizzazione" più veloce rispetto alle altre, sia nei costumi che nella lingua. Infatti questa provincia assunse il nome di Romania e l'idioma ancora oggi parlato, il rumeno, è una lingua neolatina.
Secondo le fonti antiche sembra che la conquista della Dacia abbia effettivamente portato nelle casse statali romane un bottino di guerra impressionante, con circa 50 000 prigionieri, 165 tonnellate d'oro e 331 d'argento. Sembra che questo bottino sia stato quantificato in 2 700 milioni di sesterzi e abbia condotto a un grandioso trionfo con spettacoli gladiatorii che videro scontrarsi combattenti in ben cinquemila duelli, oltre a numerose corse dei carri nel Circo massimo.
Traiano ricompensò i suoi più fedeli collaboratori militari che ebbero un ruolo da protagonista nelle guerre daciche come Lucio Licinio Sura, a cui è concesso l'onore straordinario di un terzo consolato nel 107, oppure Quinto Sosio Senecione che ottenne il suo secondo consolato eponimo nel 107, e al quale furono concesse le decorazioni militari (dona militaria). Ricevette inoltre le insegne trionfali e fu onorato in vita con una statua in bronzo posta nel Foro di Augusto. Gaio Giulio Quadrato Basso fu anch'egli premiato con gli ornamenta triumphalia, come pure Lusio Quieto che ottenne la pretura e gli fu permesso di accedere al Senato, grazie alle sue azioni militari determinanti della cavalleria ausiliaria maura.

##### Spostamento del baricentro strategico militare dal Reno al Danubio
La conquista della Dacia alterò profondamente gli equilibri strategici dell'Impero romano, la più alta concentrazione di legioni passò da questo momento dal limes renano a quello danubiano, a nord del quale era stata costituita la nuova provincia della Dacia. In effetti rimasero nelle due province germaniche solo quattro legioni contro le otto del I secolo, mentre quelle danubiane ne poterono contare undici, così ripartite: tre nella Pannonia superiore, una nella Pannonia inferiore, due ciascuna nelle province delle Mesie e tre in Dacia.

##### Annessione dell'Arabia Petrea e carteggio con Plinio il Giovane

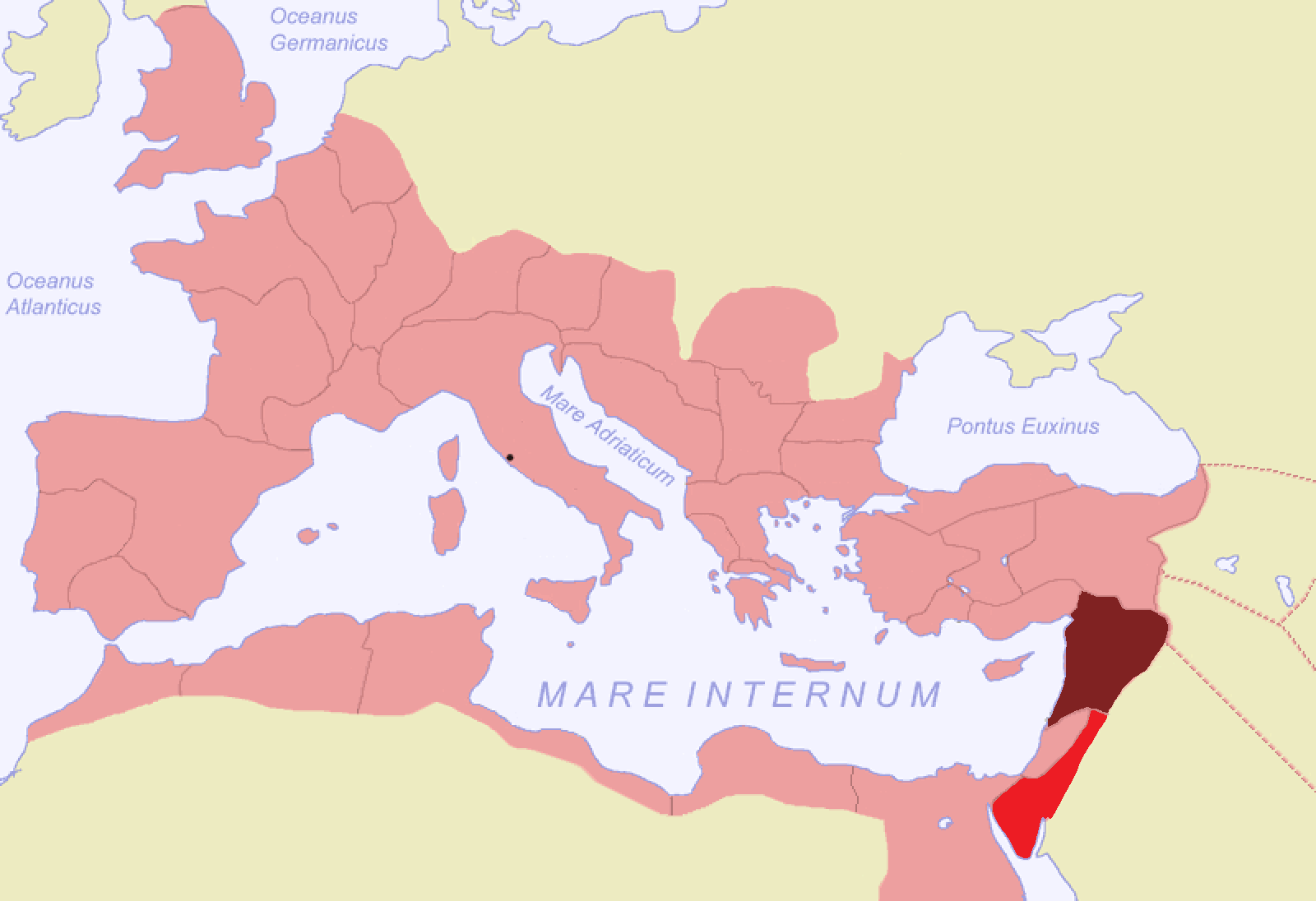
La Siria (cremisi) e in rosso vivace la provincia romana dell'Arabia Petrea, creata nel 106.

Nello stesso periodo il regno dei Nabatei (Arabia nord occidentale) finì con la morte del suo ultimo re, Rabbel II Soter. Quando nel 101 il re Agrippa II morì senza successori diretti lasciò in eredità il suo regno a Traiano, così, mentre la Dacia veniva conquistata, l'impero acquisiva quella che sarebbe divenuta la provincia di Arabia (per la geografia odierna si tratta della parte meridionale della Giordania e di una piccola parte dell'Arabia Saudita). Il piccolo regno fu inglobato nella provincia romana di Giudea. Intorno al 106 Traiano decise di consolidare il possesso di quella piccola striscia di terra tramite l'annessione del Regno dei Nabatei. In questo modo si assicurò un collegamento continuo dall'Egitto alle province asiatiche. Tutto il Mediterraneo era da quel momento in mano ai Romani, i quali lo considerarono a ragion veduta "un lago privato", conferendogli il titolo di "mare Nostrum".
Giudea e Arabia Nabatea sarebbero state due eccellenti piattaforme di partenza per le future campagne orientali di Traiano. Per i successivi otto anni, Traiano non si occupò di imprese militari cogliendo però ugualmente molti successi. Durante questo periodo ebbe una corrispondenza con Plinio "il giovane", dal 111 al 113 governatore della Bitinia, su varie tematiche politico-amministrative (si trattava, tecnicamente, di un rescritto); spicca il citato carteggio relativo al trattamento da riservare ai cristiani, nel quale l'Imperatore suggeriva di non praticare un'indiscriminata repressione, ma di punirli solo in presenza di prove certe dell'adesione a questa religione o qualora essi non abiurassero. Costruì molti nuovi edifici, monumenti e strade in Italia e nella nativa Spagna, compreso lo stupendo Foro di Traiano i cui resti sono ancora oggi visibili a Roma.

##### Le campagne orientali (113-117)

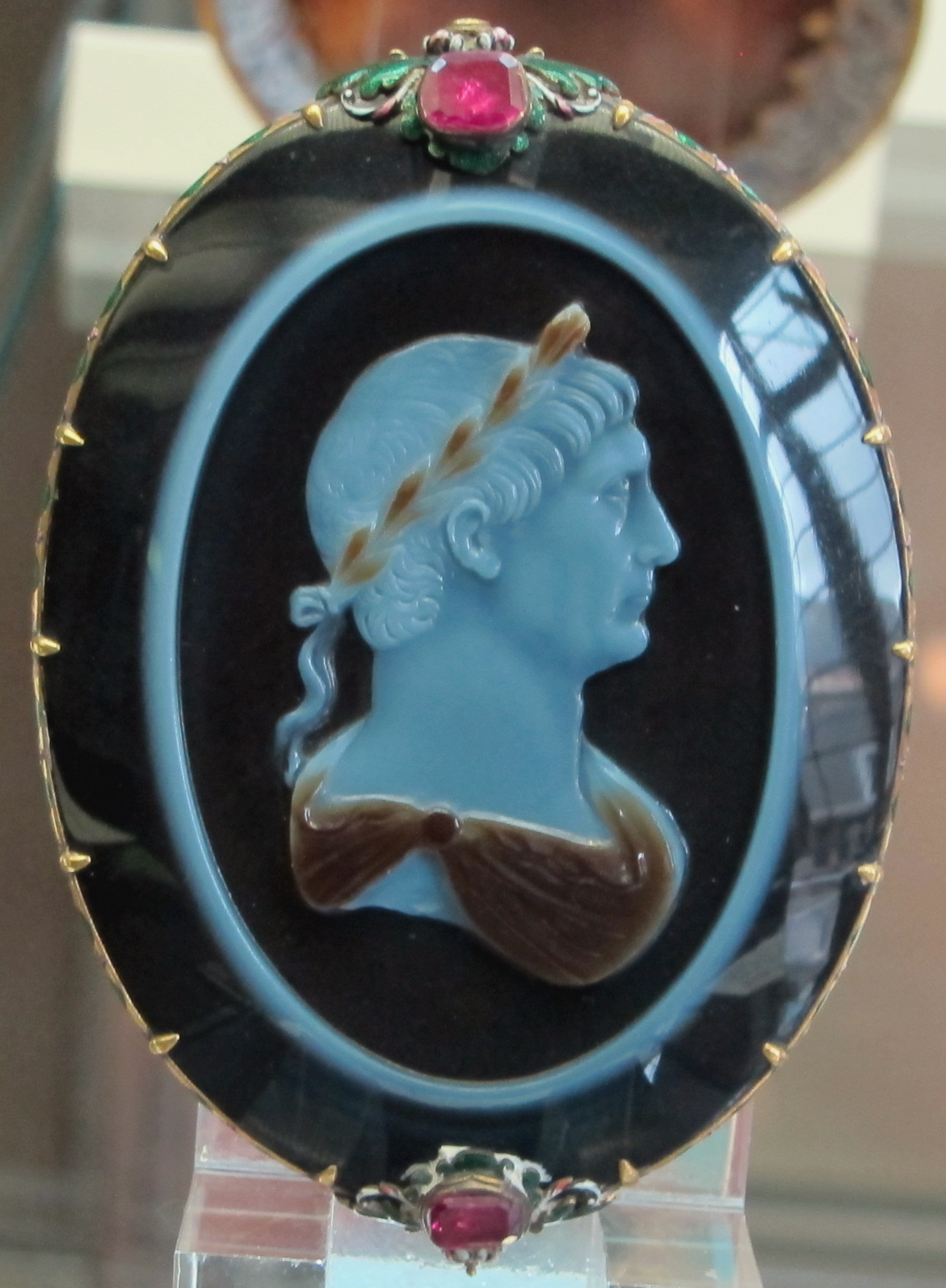
Cammeo di Traiano

Nel 113 Traiano decise di procedere all'invasione del regno dei Parti. Il motivo, che l'imperatore addusse per giustificare la sua ultima campagna, fu la necessità di porre rimedio alla provocazione rappresentata dalla decisione dei Parti di porre un re sul trono di Armenia, senza chiedere il consenso dei Romani. L'Armenia era lo stato cuscinetto tra Roma e i Parti. Un regno su cui fin dal tempo di Nerone, mezzo secolo prima, l'Impero romano tentava di stabilire la sua egemonia nel suo confronto politico e militare con i Parti. Traiano per prima cosa marciò sull'Armenia, depose il re, e procedette a inglobare i territori del regno all'Impero romano.
Poi si diresse a sud contro la Partia stessa, conquistando le città di Babilonia, Seleucia e infine la capitale Ctesifonte nel 116. Continuò poi verso sud fino al Golfo Persico, dove dichiarò la Mesopotamia nuova provincia dell'impero, lamentandosi di essere troppo vecchio per seguire le orme di Alessandro Magno. Non solo tutta la Mesopotamia era occupata ma le avanguardie dell'armata romana, comandate da Lusio Quieto si protendevano verso le prime catene montuose della Persia. Ma la conquista non era ancora ben salda, la vastità dei territori occupati e la presenza di sacche di resistenza e la tattica della guerriglia con arcieri a cavallo, usata dai Parti, la mettevano in pericolo.
Nel 116 Traiano, conscio delle difficoltà, pensò di dovere adottare le armi della politica, facendo salire sul trono dell'impero partico un re suo vassallo: il giovane Partamaspate. Fu allora che la fortuna in guerra e la salute tradirono Traiano. La città fortificata di Hatra, sul Tigri, resistette all'assedio imperiale, provocando numerosi morti nelle file degli assedianti romani. Inoltre in Egitto, Cipro, Mesopotamia, Giudea e in Siria scoppiarono sanguinose rivolte ebraiche. Traiano fu costretto a spostare le sue armate verso ovest, attestando le truppe non più lungo l'Eufrate, ma a ridosso del Tigri, proprio per reprimere le ribellioni. Probabilmente vedeva tutto questo come una semplice battuta di arresto, ma il destino gli avrebbe precluso la possibilità di condurre nuovamente l'esercito romano verso oriente.

### La morte e la successione

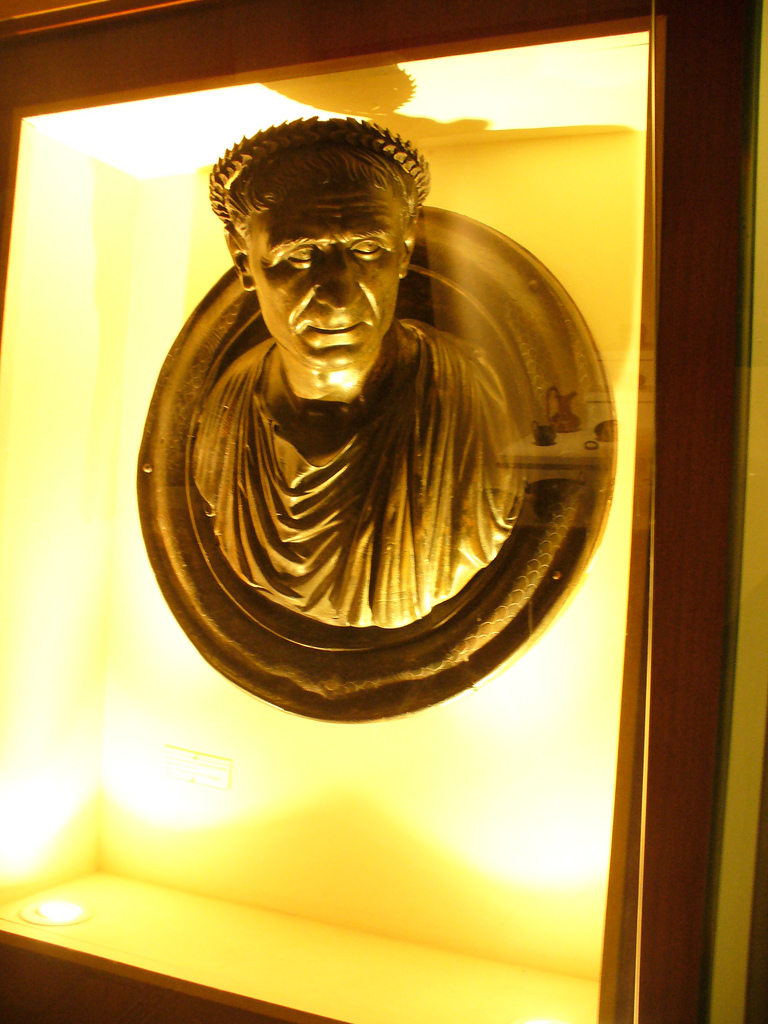
Busto di Traiano conservato al museo di Ankara, scolpito nel 117: è evidente il declino fisico del - fino ad allora - vigoroso e prestante imperatore

Più tardi, nel 116, mentre era in Cilicia preparando un'altra guerra contro la Partia, Traiano, che spesso cavalcava sotto la pioggia esponendosi agli stessi disagi dei soldati, si ammalò. La sua salute declinò durante la primavera, forse a causa di un colpo apoplettico o di una malattia infettiva contratta in Mesopotamia, e l'estate del 117, finché l'8 agosto morì a Selinunte, in Cilicia (odierna Gazipaşa, in Turchia), per un edema polmonare o un infarto cardiaco causatogli dalla sua malattia. 

Non è certo che abbia effettivamente nominato Adriano suo successore, ottimo governante ma di cui conosceva le differenze caratteriali rispetto a sé. La moglie Plotina deve comunque avere certamente contribuito in qualche modo alla sua elezione a imperatore, se Traiano lo ha effettivamente adottato in punto di morte.
Adriano, all'inizio del suo regno, rinunciò in Mesopotamia al dominio sui Parti, concedendo molta più autonomia al re vassallo, e in breve tempo questo permise che i parti riconquistassero pienamente il regno. Tuttavia furono conservati tutti gli altri territori conquistati da Traiano, compresa la Dacia, completamente romanizzata in pochi anni. Traiano venne cremato e le ceneri dell'Optimus, che stava apprestandosi a tornare a Roma per il trionfo, dopo avere lasciato il comando ad Adriano stesso, vennero raccolte in un'urna d'oro; dopo il trionfo postumo, con la sua effigie portata sul carro del vincitore dall'Augusta, l'urna venne posta dentro la base della Colonna Traiana, derogando all'antica legge che impediva le sepolture all'interno del perimetro cittadino. Essa venne in seguito trafugata, durante le invasioni barbariche, dai Visigoti nel sacco di Roma (410), e se ne persero le tracce, essendo stata presumibilmente fusa e le ceneri perdute, mentre la colonna, restaurata, tuttora si erge nel centro di Roma.

## Il mito dell'Optimus Princeps
Un esempio di cosa abbia significato Traiano nell'eredità storica culturale dell'Impero romano, e per buona parte di quella dell'Impero bizantino, è il saluto augurale che ogni nuovo imperatore dopo di lui riceveva dal Senato: 
Lodato in vita per il suo governo, fu uno dei pochi imperatori mai contestato; venne ricordato dai posteri per la sua clementia e il senso della giustizia. Fu da tutti apprezzato: dal senato, con cui collaborò; dalla plebe romana, a cui distribuì generosamente denaro e generi alimentari, offrì grandi spettacoli e abbellì la città di magnifici monumenti; dai provinciali, che si sentivano a lui vicini anche per i suoi natali ispanici; dai legionari, che conoscevano il suo valore militare e con i quali aveva condiviso i rischi della guerra «sopportando fame, sete, polvere e sudore insieme a loro» e infine dagli intellettuali, che aderivano alla sua cultura stoica.

### Nel Medioevo
Nel Medioevo, il senso della giustizia fu l'aspetto di Traiano che più colpì l'immaginario e si trasmise per lungo tempo dando origine ad aneddoti, leggende e opere d'arte. In particolare, si diffuse la leggenda secondo la quale papa Gregorio I, colpito dai buoni sentimenti di giustizia dell'imperatore, avrebbe ottenuto da Dio la di lui resurrezione per il tempo necessario ad impartirgli il battesimo e la remissione conseguente dei peccati e annoverarlo così nel numero dei beati. Anche Dante Alighieri riporta questa leggenda nella Divina Commedia, ponendo Traiano in Paradiso, nel Cielo di Giove, e precisamente fra i sei spiriti giusti che formano l'occhio della mistica aquila.

### Nell'età moderna
Anche in età moderna Traiano fu considerato il simbolo di sovrano ideale; lo storico illuminista Edward Gibbon, nella sua nota opera Storia della decadenza e della caduta dell'Impero romano (1776) sostiene che nel II secolo si susseguono cinque buoni imperatori tra i quali primeggia il governo di Traiano.

### Nell'età contemporanea

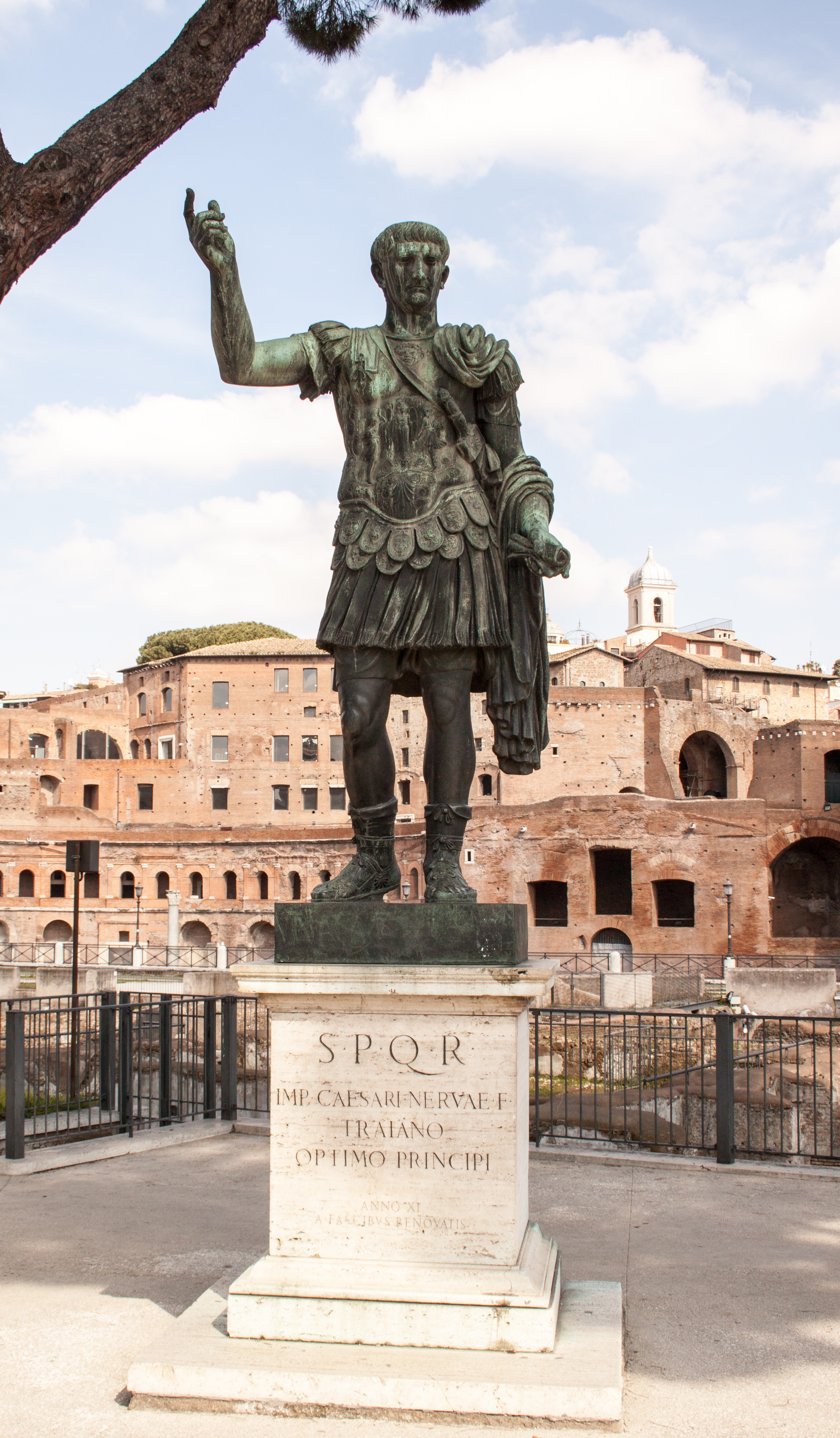
Copia della statua di Traiano da Minturno in via dei Fori Imperiali a Roma.

Il mito di Traiano non si affievolisce nell'età contemporanea, anzi lo si considera un unicum tra gli imperatori romani: il suo regno segna l'apogeo dell'estensione del territorio imperiale e l'età traianea è ritenuta la più felice della storia romana.
Durante le lotte risorgimentali, la Romania si riconosce erede della provincia romana della Dacia, conquistata dall'ottimo imperatore, come è ricordato anche nell'inno nazionale (Risvegliati, Romeno!).
Il regime fascista elaborò un culto della romanità, a cui si rifaceva nei simboli e nei valori, e in tale contesto la figura di Traiano appare di rilevante importanza, sia perché sotto il suo impero Roma giunse alla sua massima estensione, sia perché esempio di oculata amministrazione. Per ricordarne l'intensa attività nel campo delle opere pubbliche, nelle città italiane che sotto l'impero di Traiano videro realizzarsi poderose infrastrutture vennero poste statue di Traiano, scegliendo come modello la statua di Traiano da Minturno: a Roma davanti ai Mercati traianei, lungo l'attuale via dei Fori Imperiali; a Benevento nei pressi dell'inizio della Via Traiana e ad Ancona lungo le banchine del porto, ampliato dall'imperatore.

## Monetazione imperiale del periodo

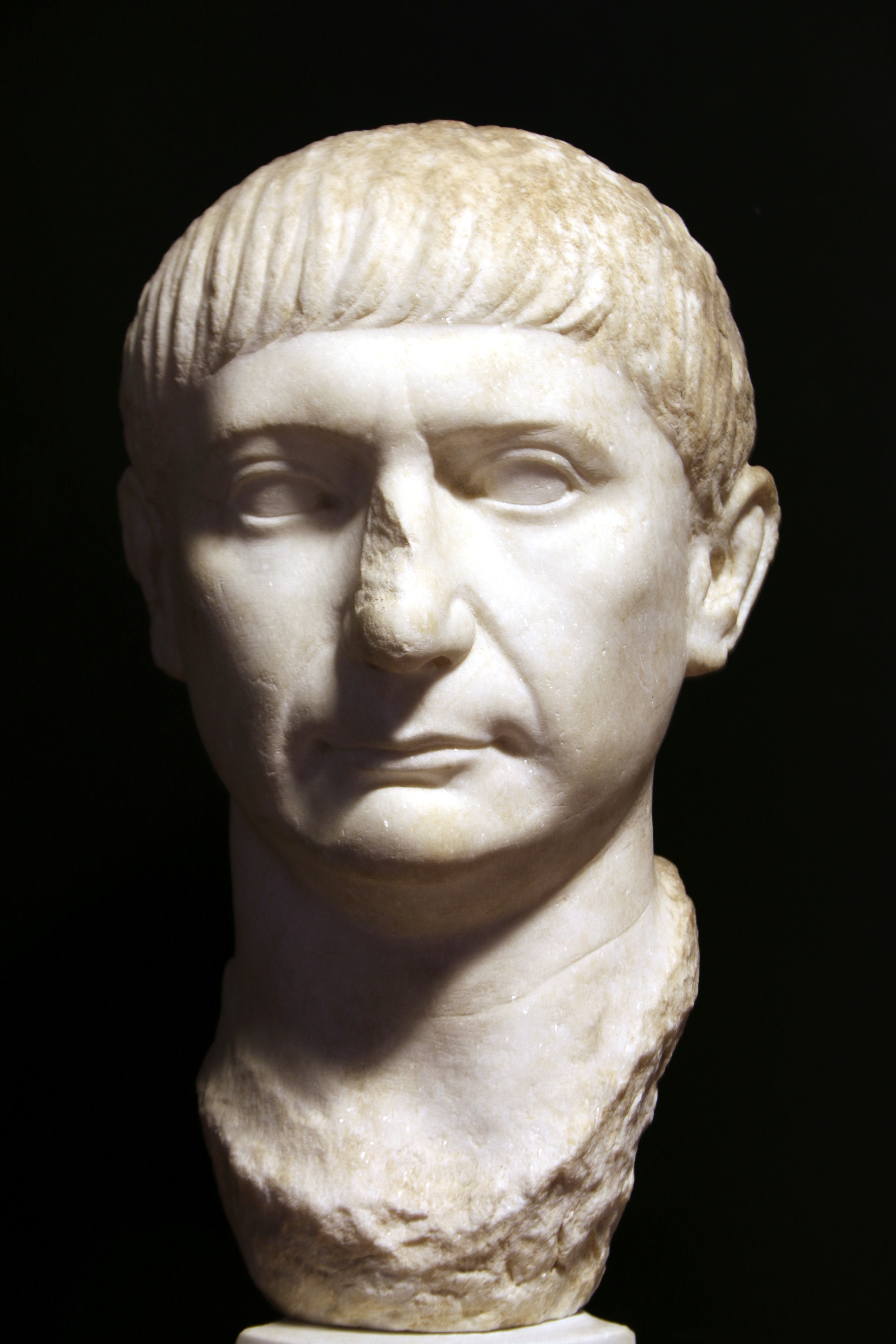
Busto di Traiano da Olbia, Museo Archeologico Nazionale, Cagliari

## Descrizione fisica e caratteriale
Traiano era vigoroso e alto; i suoi capelli erano neri, ma ingrigirono presto. Durante il principato erano quasi completamente bianchi già all'età di 50 anni circa. Lo storico romano Cassio Dione Cocceiano ha tramandato la notizia che Traiano fosse aduso a intrattenere rapporti sessuali sia con donne che con ragazzi e amasse molto il vino, trovandosi non di rado in stato di ubriachezza. Queste caratteristiche però, come accaduto con Cesare, non vennero usate contro l'immagine del principe, come era stato con i detestati Nerone e Domiziano, additati a simbolo di decadenza morale.
D'altra parte fu uno degli imperatori più seri e corretti, caratteristiche che ne facevano un ottimo princeps, che sapeva gestire al meglio gli affari dell'Impero. Non fu mai corrotto dal potere e non usò mai il suo titolo e il suo potere per scavalcare la legge, anzi riconobbe sempre il primato di quest'ultima anche sopra la sua carica. Eliminò tutti quei rituali decadenti tipici di un monarca orientale come l'abbraccio del piede, il baciamano, il palanchino ondeggiante con i battistrada. Seppe farsi amare da tutti, in particolare dalle due parti sociali più importanti: il Senato e l'esercito, ma anche dal popolo, cose rare da trovare insieme nella biografia di un imperatore romano. Era un conservatore, convinto che il progresso derivasse più da un'oculata amministrazione che da imponenti riforme. Benché non avesse la cultura di Adriano e Marco Aurelio era intelligente nella vita quotidiana, in guerra e in politica, grande comunicatore, amato dai soldati per la sua affabilità, difficile all'ira e incline alla clemenza.